# نجیب‌زادگی فرانسوی
نجیب‌زادگی فرانسوی (فرانسوی: la noblesse‎) یک طبقه اجتماعی دارای امتیازات در فرانسه در قرون وسطی و دوران اولیه مدرن تا انقلاب در ۱۷۹۰ بود. نجیب زادگی در سال ۱۸۰۵ با حقوق محدود به عنوان طبقه نخبه از امپراتوری اول تا سقوط پادشاهی ژوئیه در ۱۸۴۸، که همه امتیازات برای همیشه لغو شد، احیا شد. اعطای عناوین موروثی، بدون امتیاز، تا سقوط امپراتوری دوم در سال ۱۸۷۰ همچنان ادامه داشت. آن عناوین در بین فرزندانشان به عنوان یک قرارداد اجتماعی و بخشی از نام قانونی افراد مرتبط باقی ماندند.
در سیستم سیاسی فرانسه قبل از انقلاب، نجیب‌زادگان، رسته دوم رسته‌های اجتماعی را تشکیل می‌دادند (روحانیت کاتولیک در رسته اول و بورژوازی و دهقانان در رسته سوم جای داشتند). اگرچه عضویت در طبقه نجیب‌زاده به‌طور عمده ارثی بود، اما محفلی کاملاً بسته نبود. افراد جدید توسط سلطنت به نجیب‌زادگی منصوب می‌شدند، یا می‌توانستند حقوق و عناوین خریداری کنند، یا از طریق ازدواج به آنها بپیوندند.
منابع در مورد تعداد واقعی اشراف در فرانسه متفاوت هستند. با این حال، به‌طور نسبی، این گروه از کوچکترین طبقات نجیب‌زاده در اروپا بود. برای سال ۱۷۸۹، فرانسوا بلوش، مورخ فرانسوی، رقمی بالغ بر ۱۴۰٬۰۰۰ نجیب‌زاده (۹۰۰۰ خانواده نجیب‌زاده) را ارائه می‌دهد و بیان می‌کند که حدود ۵٪ از نجیب‌زادگان تا قبل از قرن پانزدهم می‌توانستند ادعای نسب از نجیب‌زادگان فئودالی را داشته باشند. با احتساب کل جمعیت ۲۸ میلیون نفر، این فقط ۰٫۵ درصد می‌شود. گوردون رایت، مورخ، رقمی بالغ بر ۳۰۰۰۰۰ نجیب‌زاده ارائه می‌دهد (از این تعداد ۸۰۰۰۰ نفر از نجیب‌زادگان سنتی)، که با برآورد ژان دو ویگری، مورخ، یا کمی بیش از ۱٪ سازگار است. از نظر مالکیت زمین، در زمان انقلاب، املاک نجیب‌زادگان حدود یک پنجم زمین را شامل می‌شد.

## انقلاب فرانسه

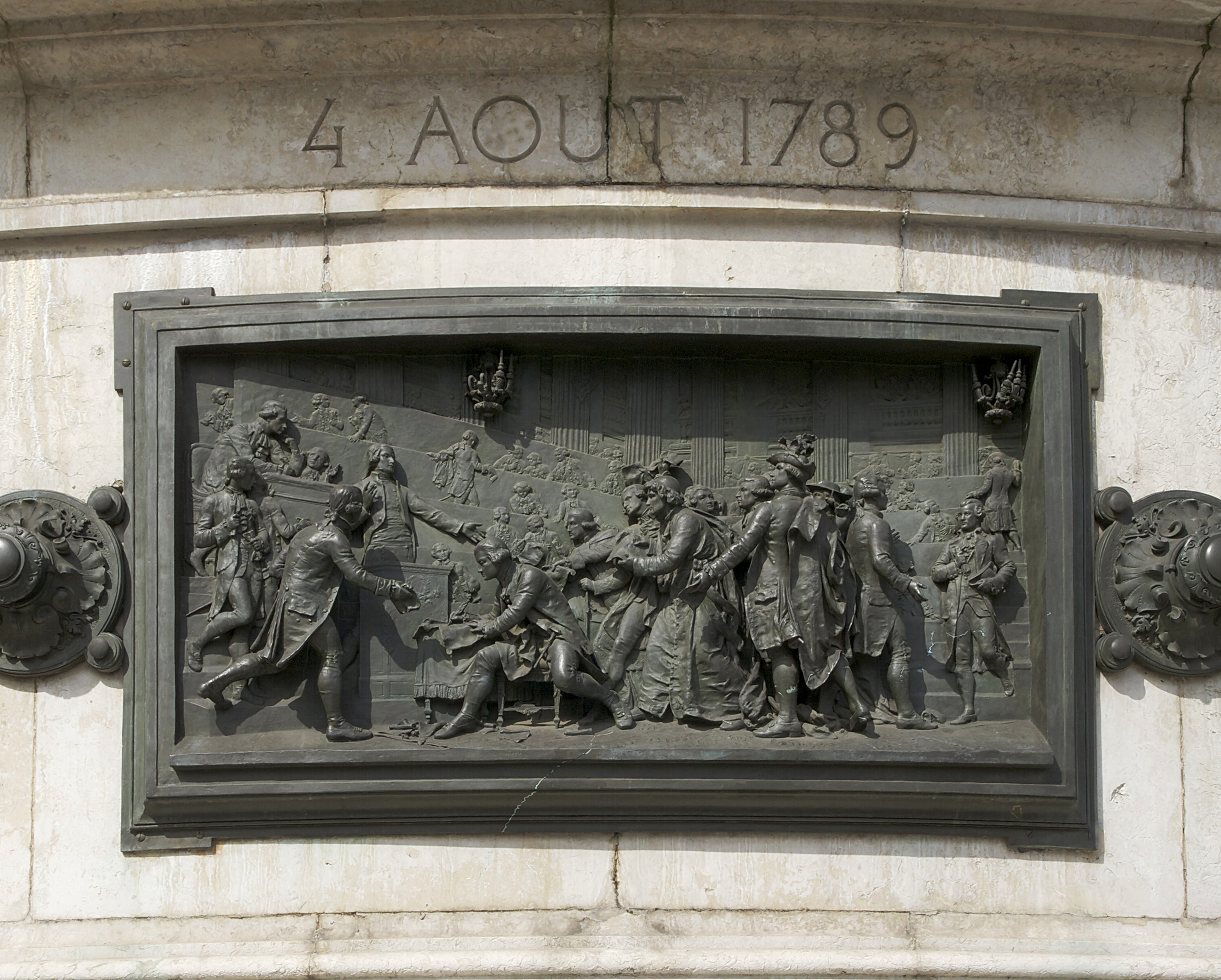
لغو امتیازات، نقش برجسته‌ای از لئوپولد موریس در «یادمان جمهوری»، پاریس

در آغاز انقلاب فرانسه، در ۴ اوت ۱۷۸۹، ده‌ها حق‌الزحمه کوچک که افراد عادی باید به اربابش پرداخت می‌کرد، مانند حق الاجاره مجمع مؤسسان ملی لغو شد. اراضی نجیب‌زادگان از وضعیت ویژه خود به عنوان تیول ساقط شدند. اشراف مشمول مالیات مشابه هم وطنان خود شدند و امتیازات خود را از دست دادند (شکار، دادگستری، افتخارات تشییع جنازه). با این حال، به اشراف اجازه داده شد تا عنوان خود را حفظ کنند. این بلافاصله اتفاق نیفتاد. احکام درخواست باید تهیه، امضا، اعلام و در استانها منتشر می‌شد، به طوری که برخی از حقوق نجیب‌زادگی هنوز نا سال ۱۷۹۱ اعمال می‌شد.

## نگارخانه

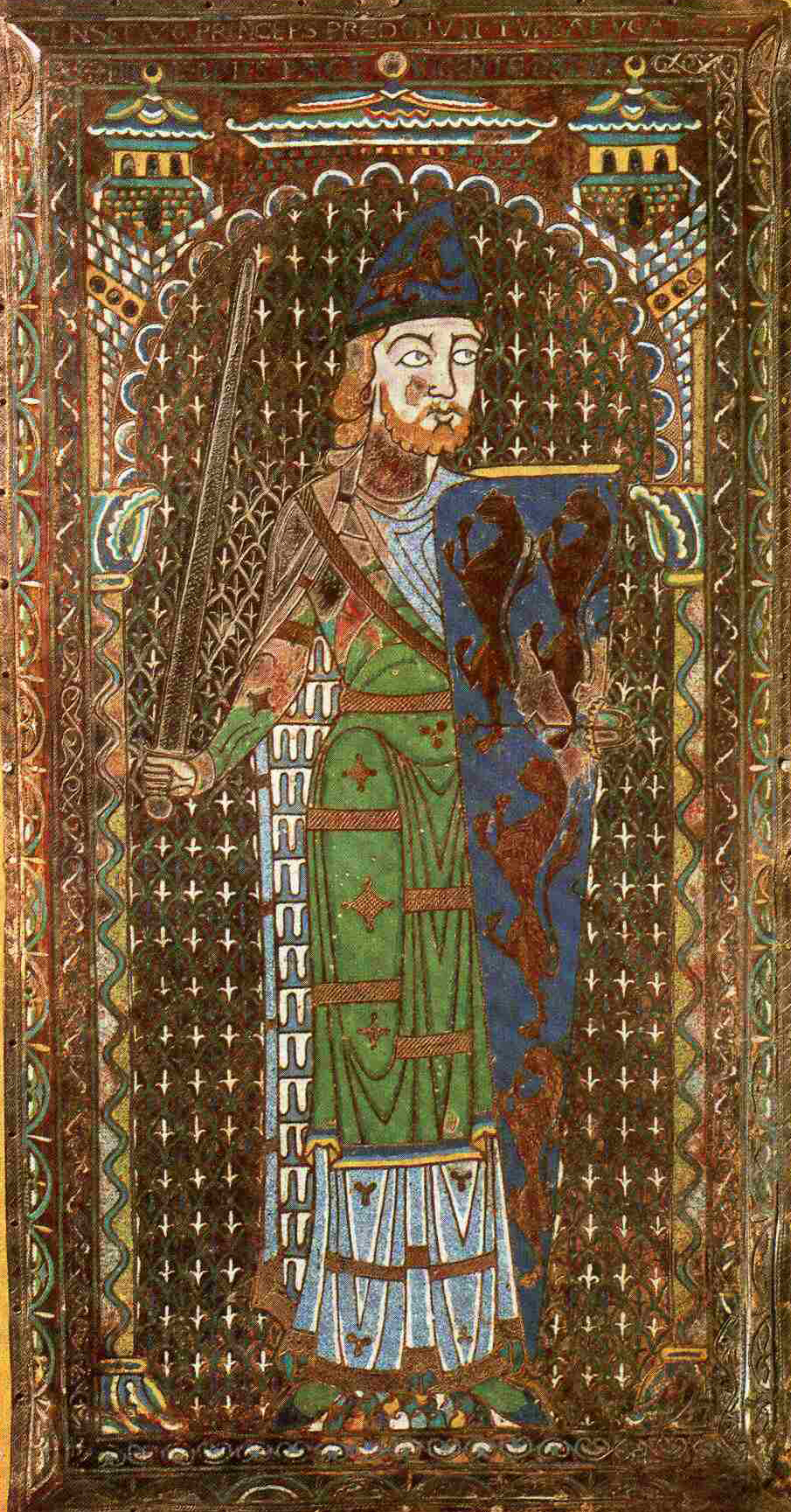
جفری پلانتاژنه، کنت آنژو (۱۱۱۳-۱۱۱۵۱)
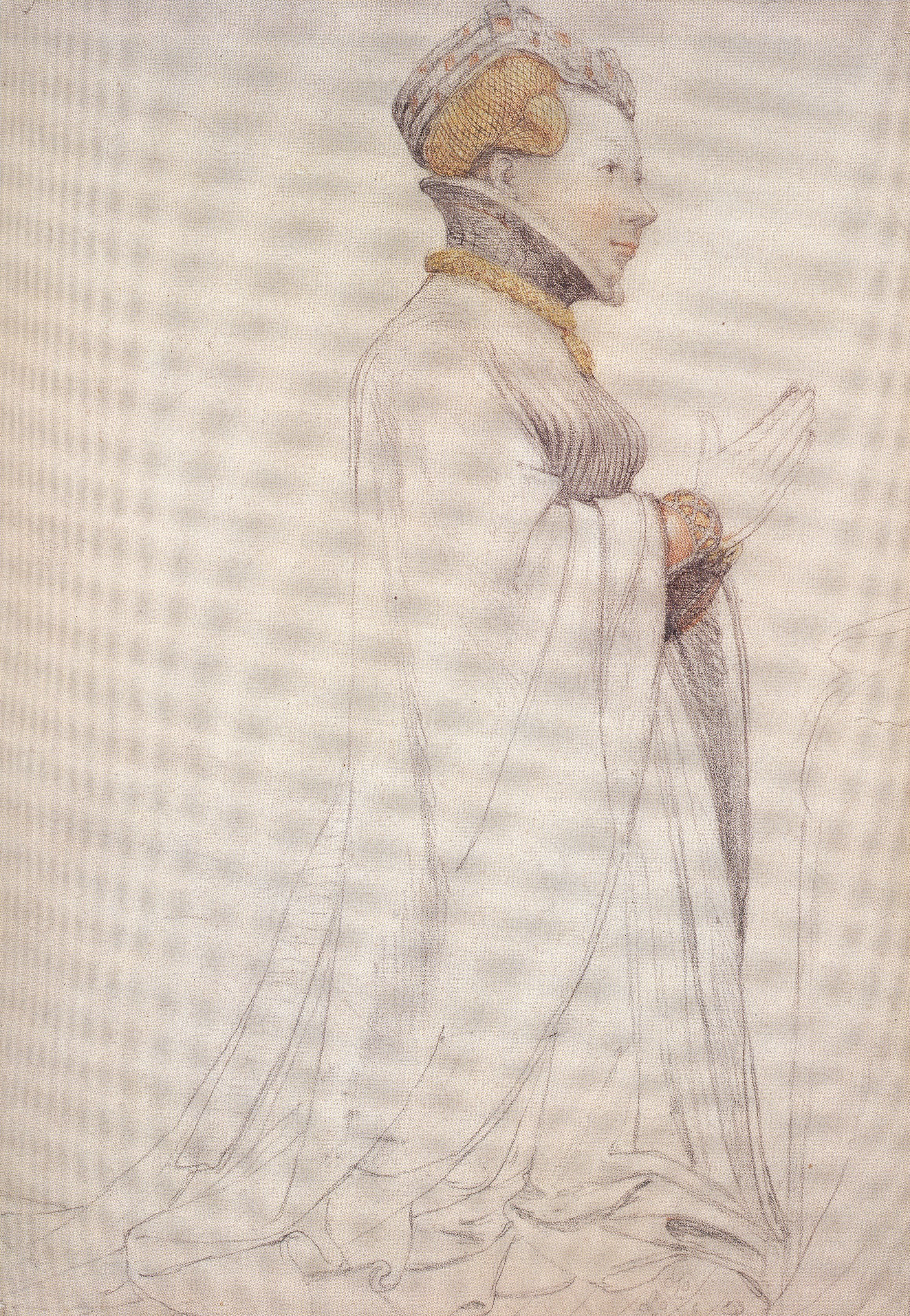
جوآن دوم ، کنتس اوورن (۱۳۷۸ - ۱۴۲۴)
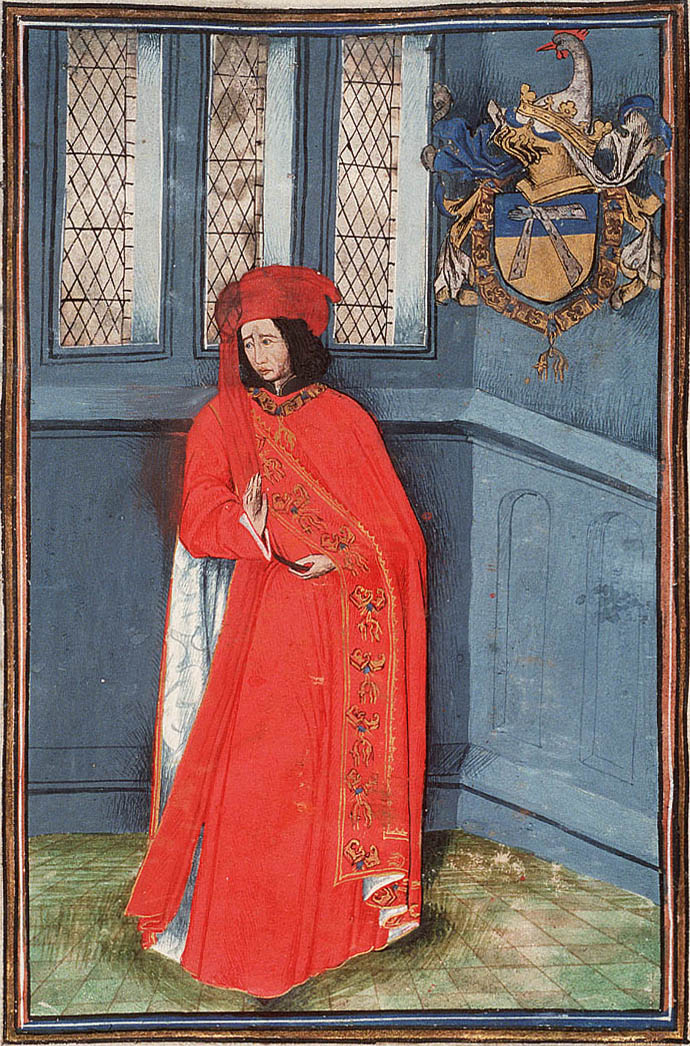
ژان دو ویلیرز د ایسل آدام (۱۳۸۴-۱۳۷۷)
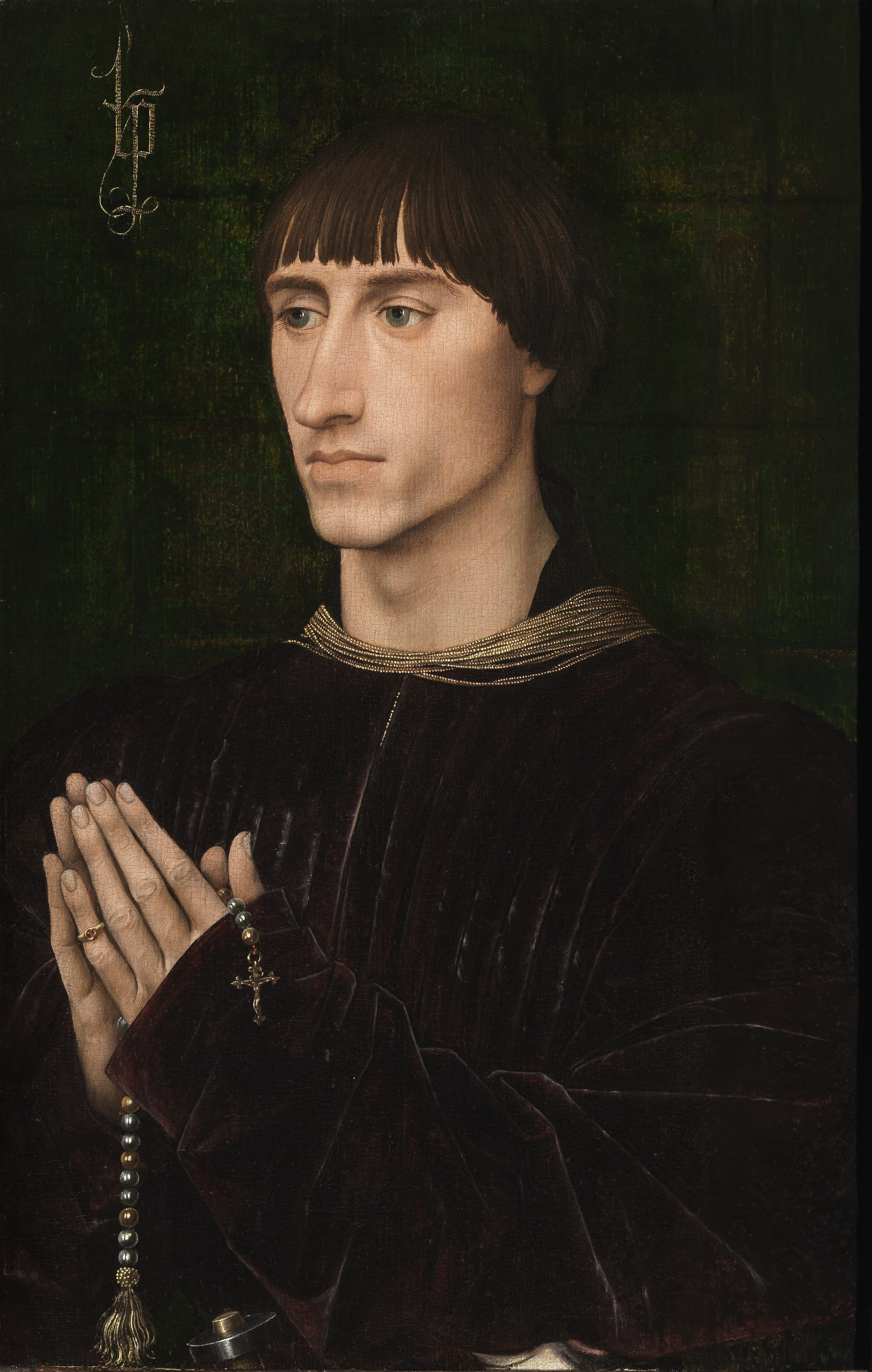
فیلیپ اول کرو (۱۴۳۵–۱۵۱۱)
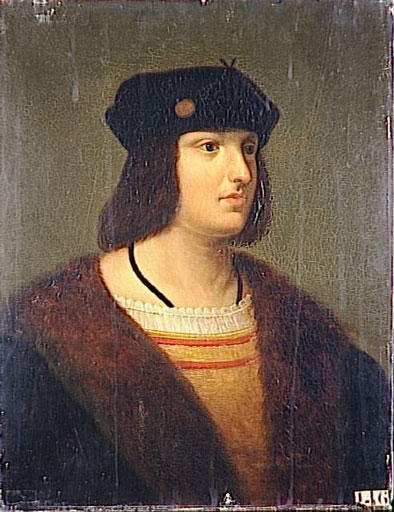
لوئیس d'Armagnac ، دوک نمورس (۱۴۷۲-۱۵۰۳)
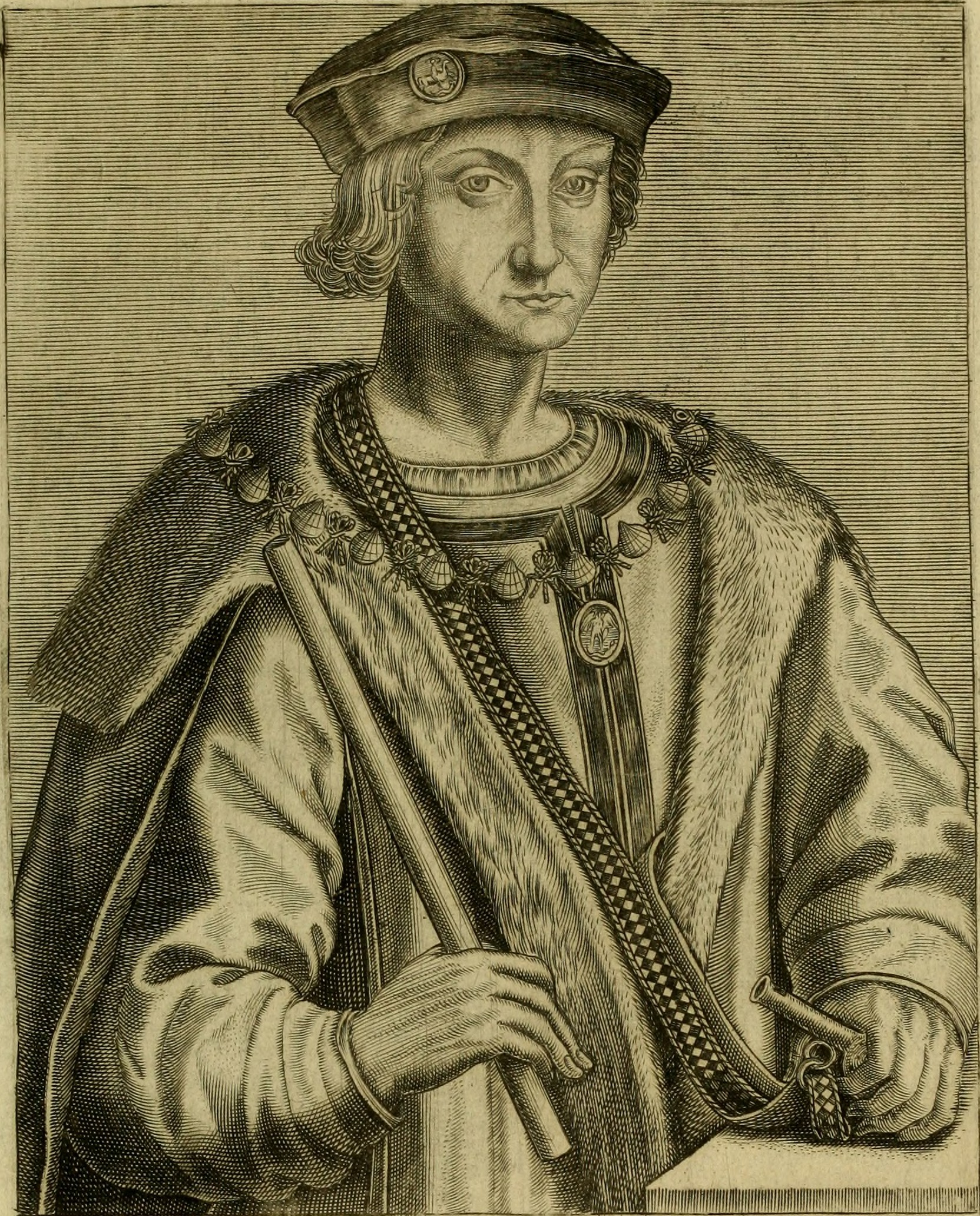
چارلز دوم آمبویز (۱۴۷۳-۱۵۱۱)
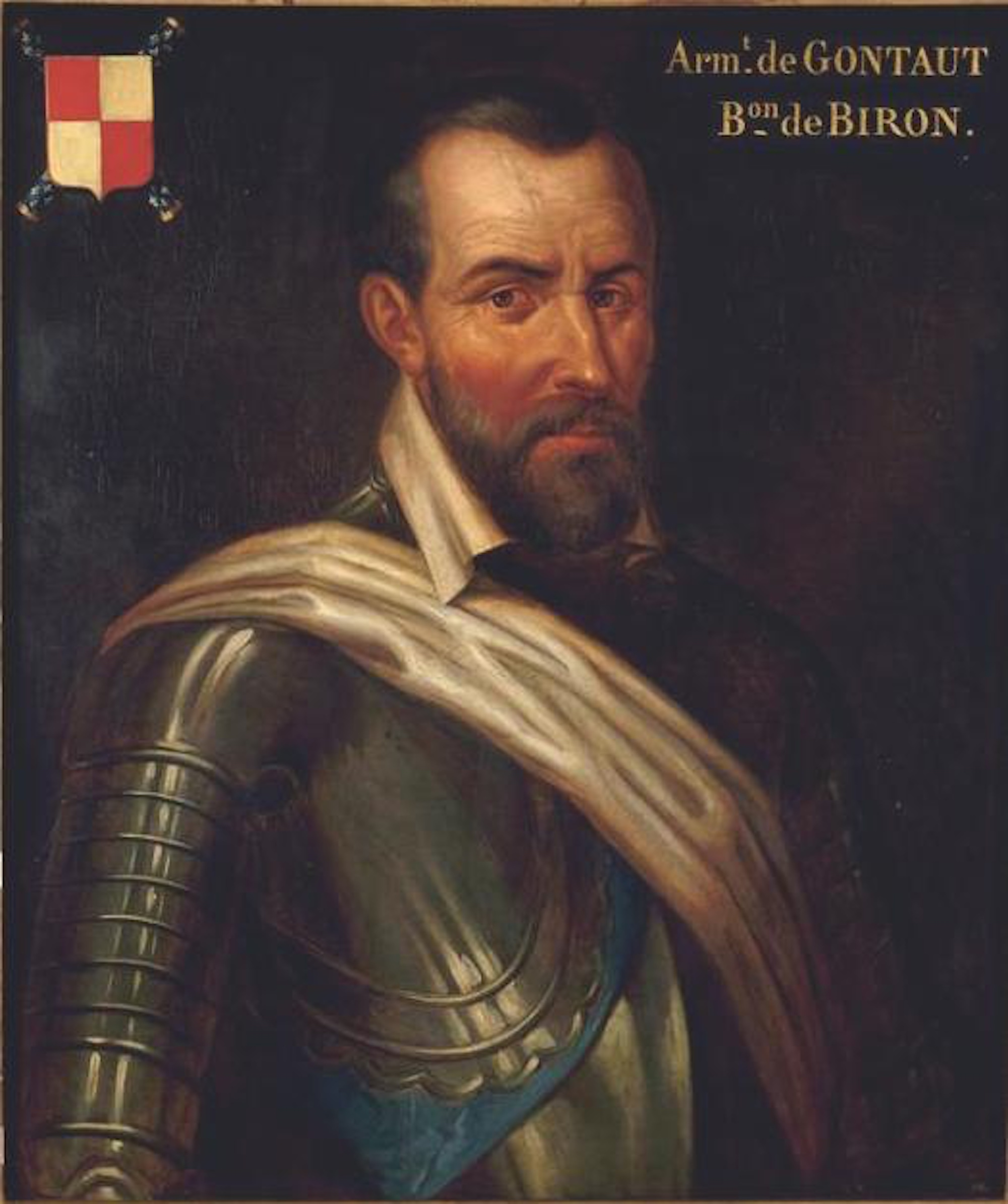
ارمان-لوئی دو گنتو بیرون (۱۵۲۴۱۵۹۲)
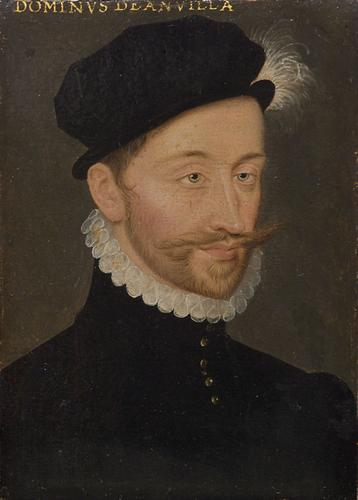
هنری اولم مونتمورنسی (۱۵۳۴-۱۶۱۴)
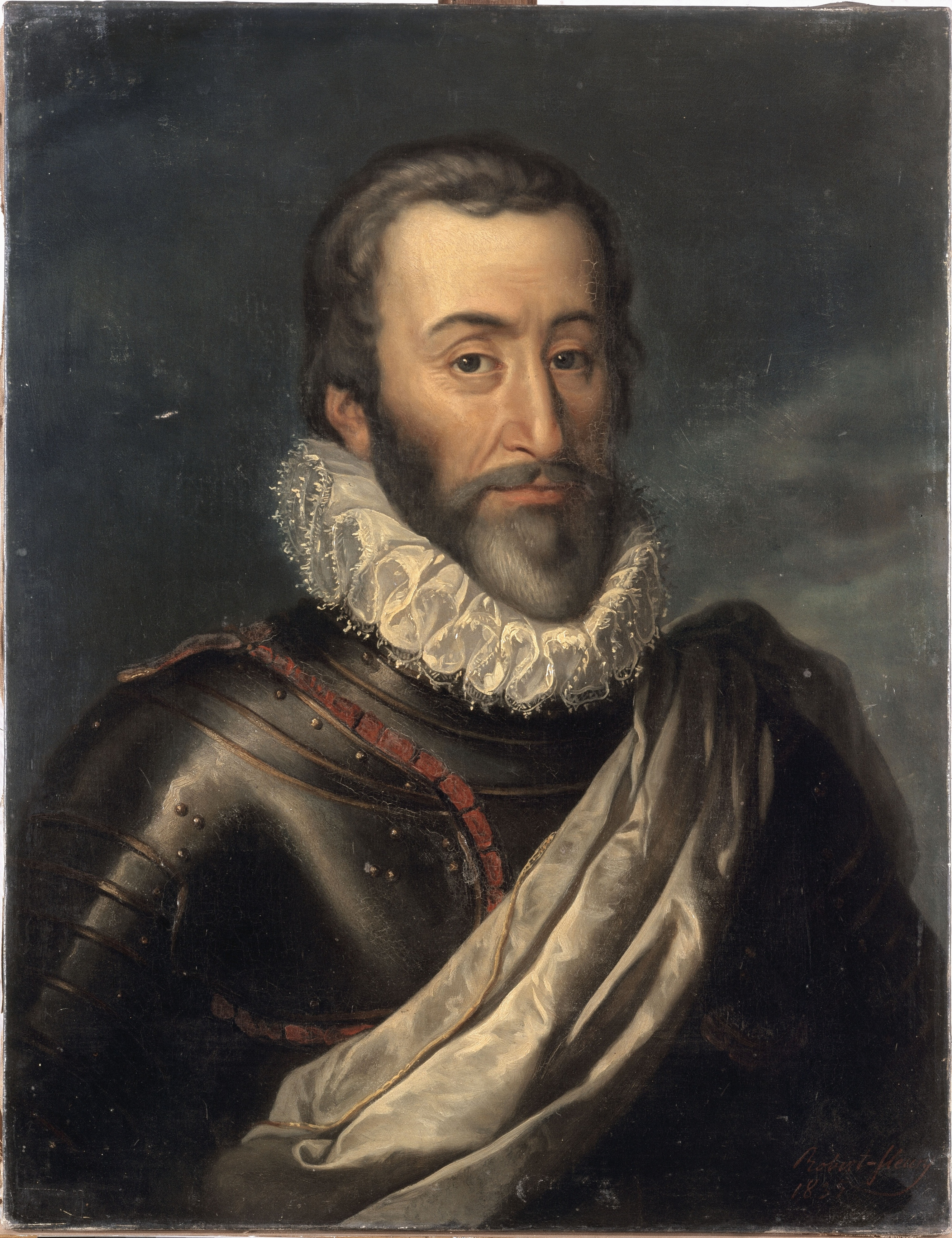
فرانسوا دو بون ، دوک لزدیگویر (۱۵۴۳-۱۶۲۶)
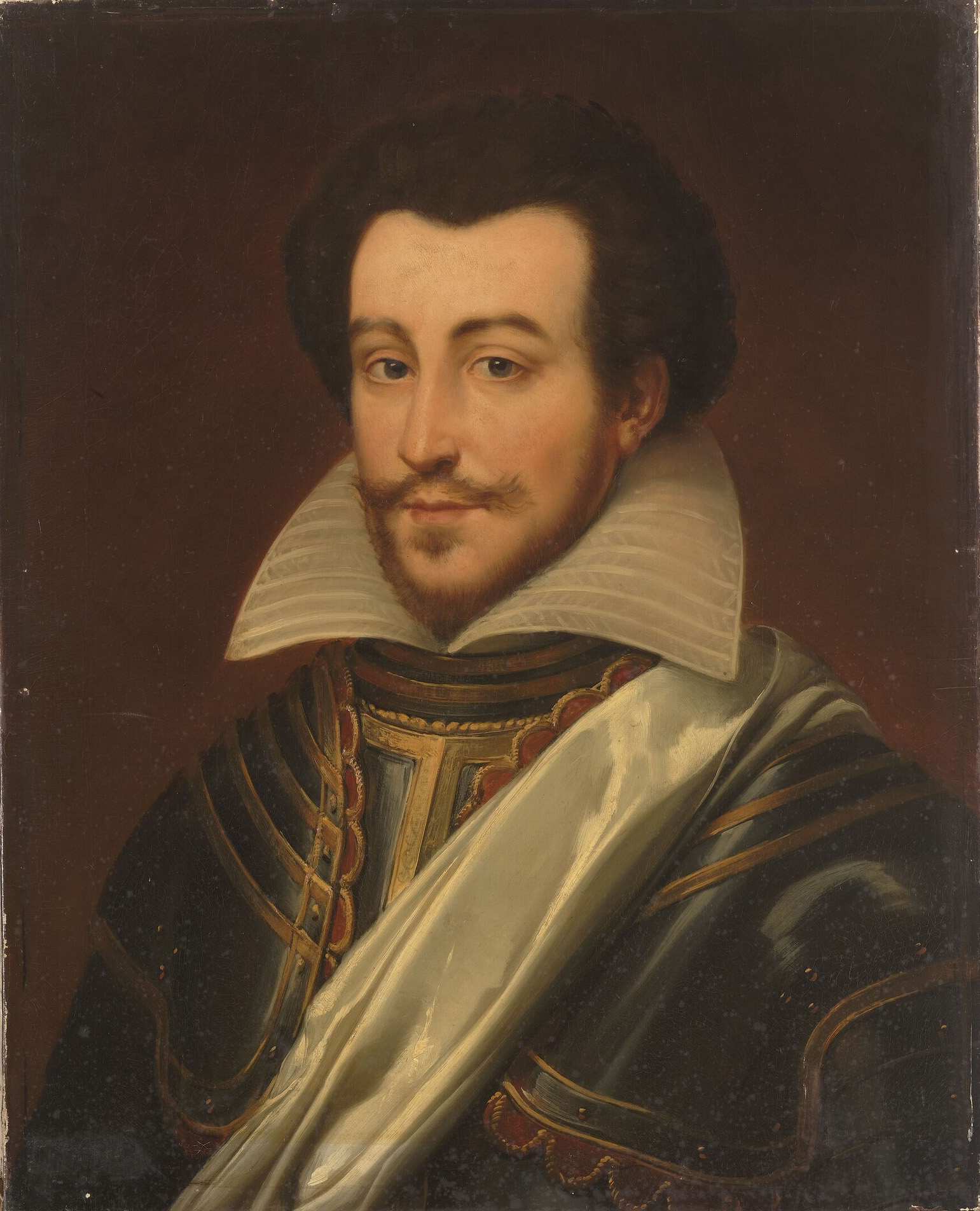
کلود د لا ترموئل (۱۵۶۶-۱۶۰۴)
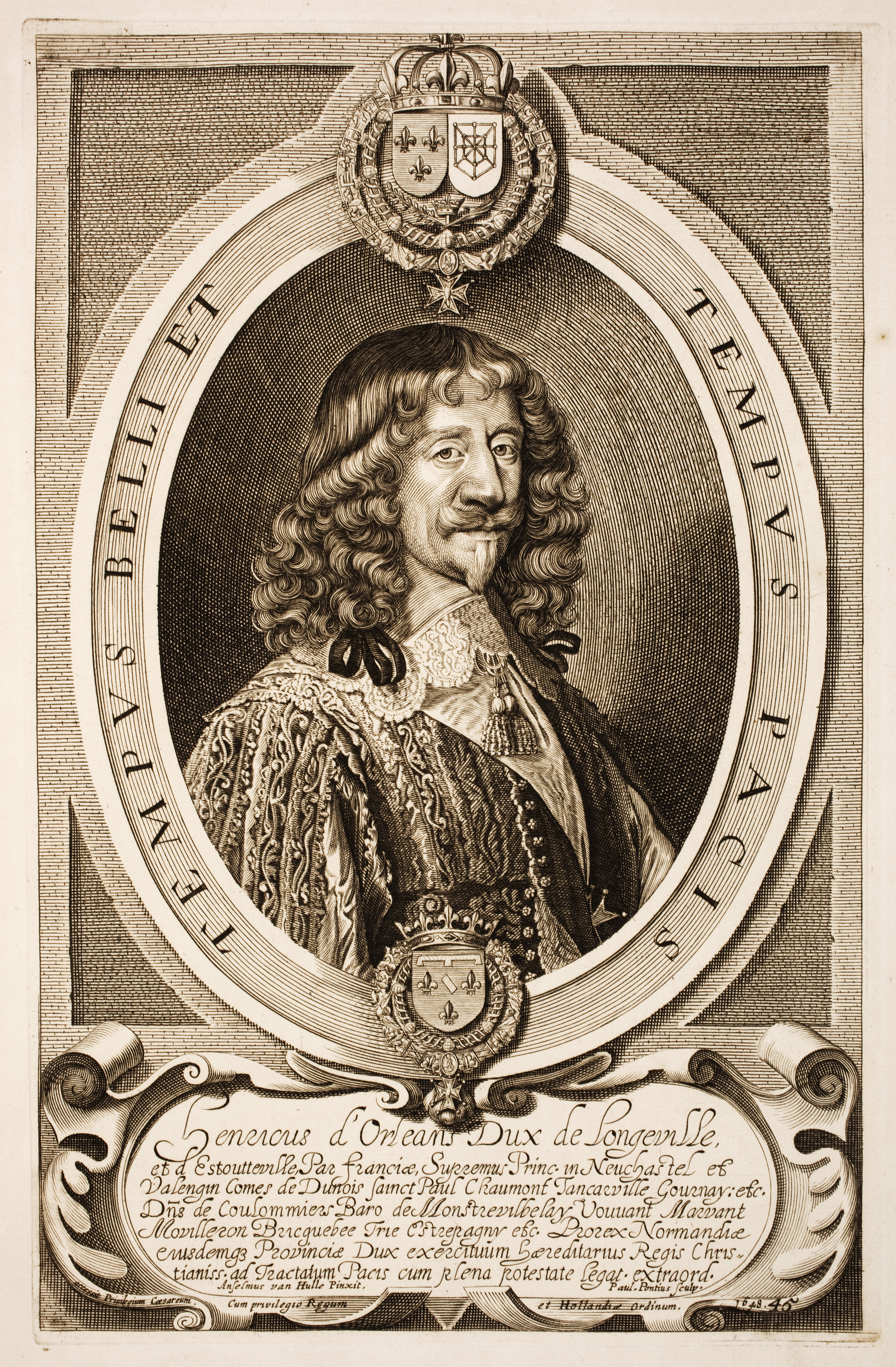
هنری دوم اورلئان ، دوک لانگوویل (۱۵۹۵-۱۶۶۳)
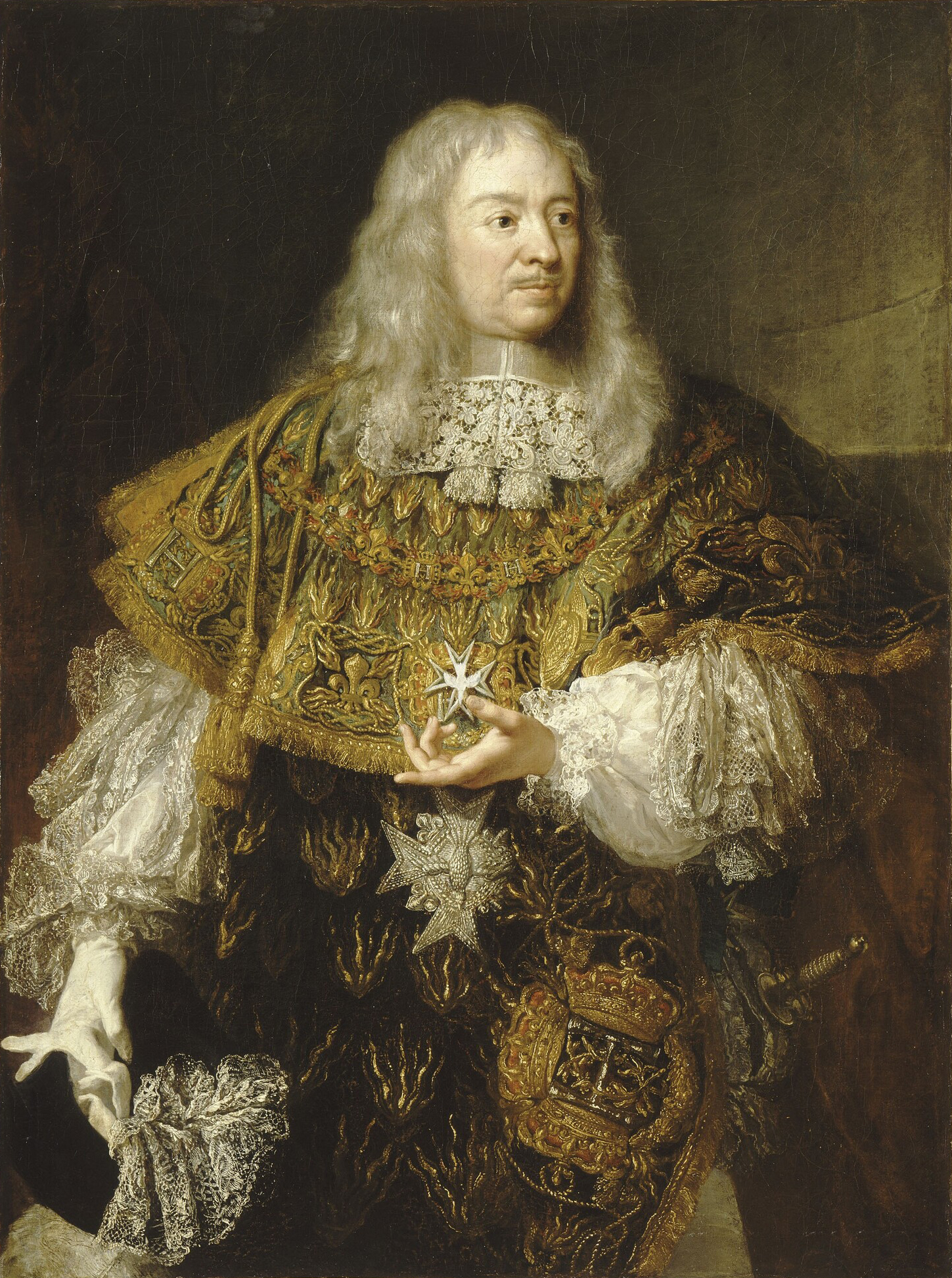
گابریل دی روچوآارت د مورتمارت (۱۶۰۰–۱۶۷۵)
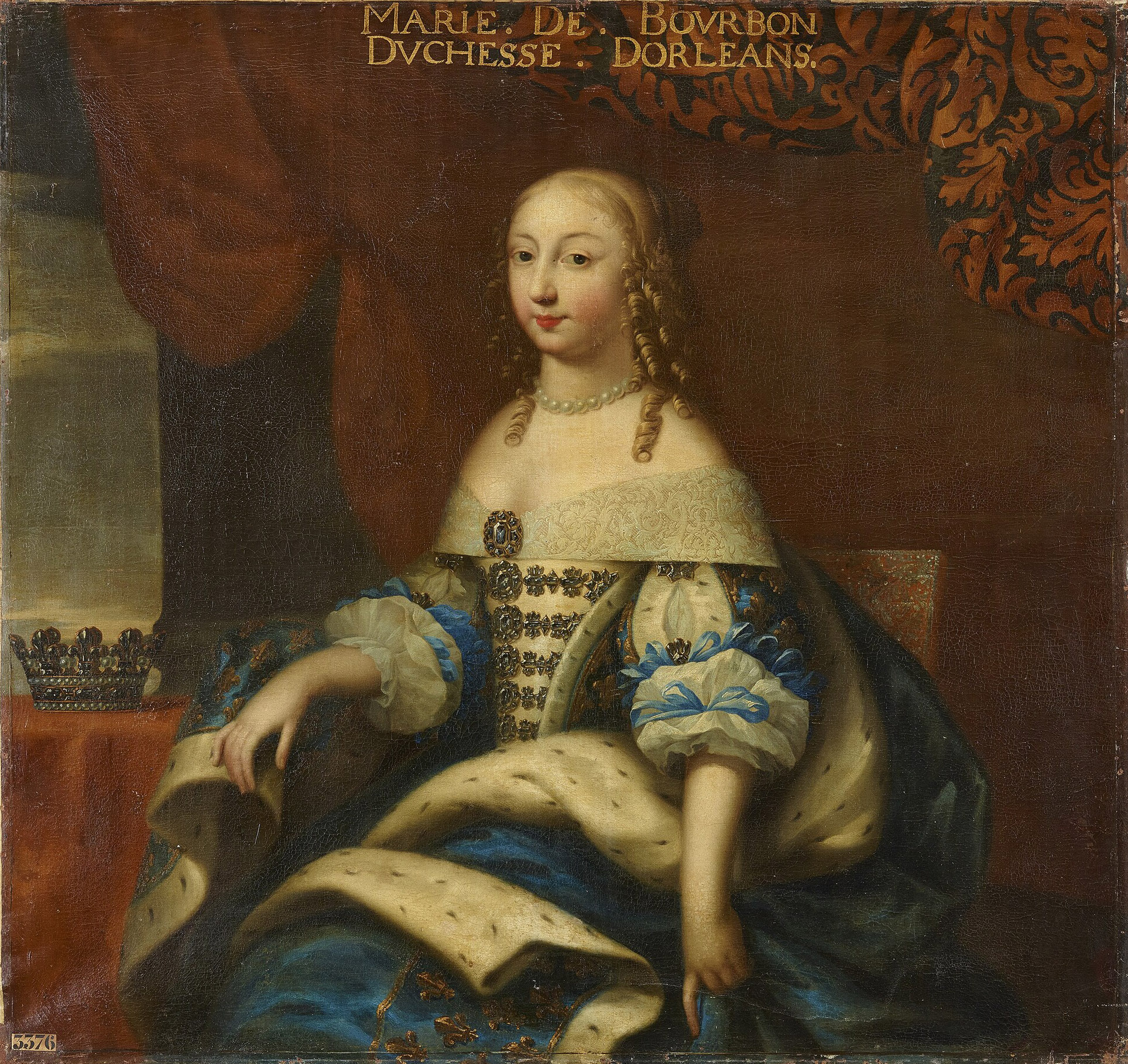
ماری دو بوربن ، دوشس مونپنسیه (۱۶۰۵-۱۶۲۷)
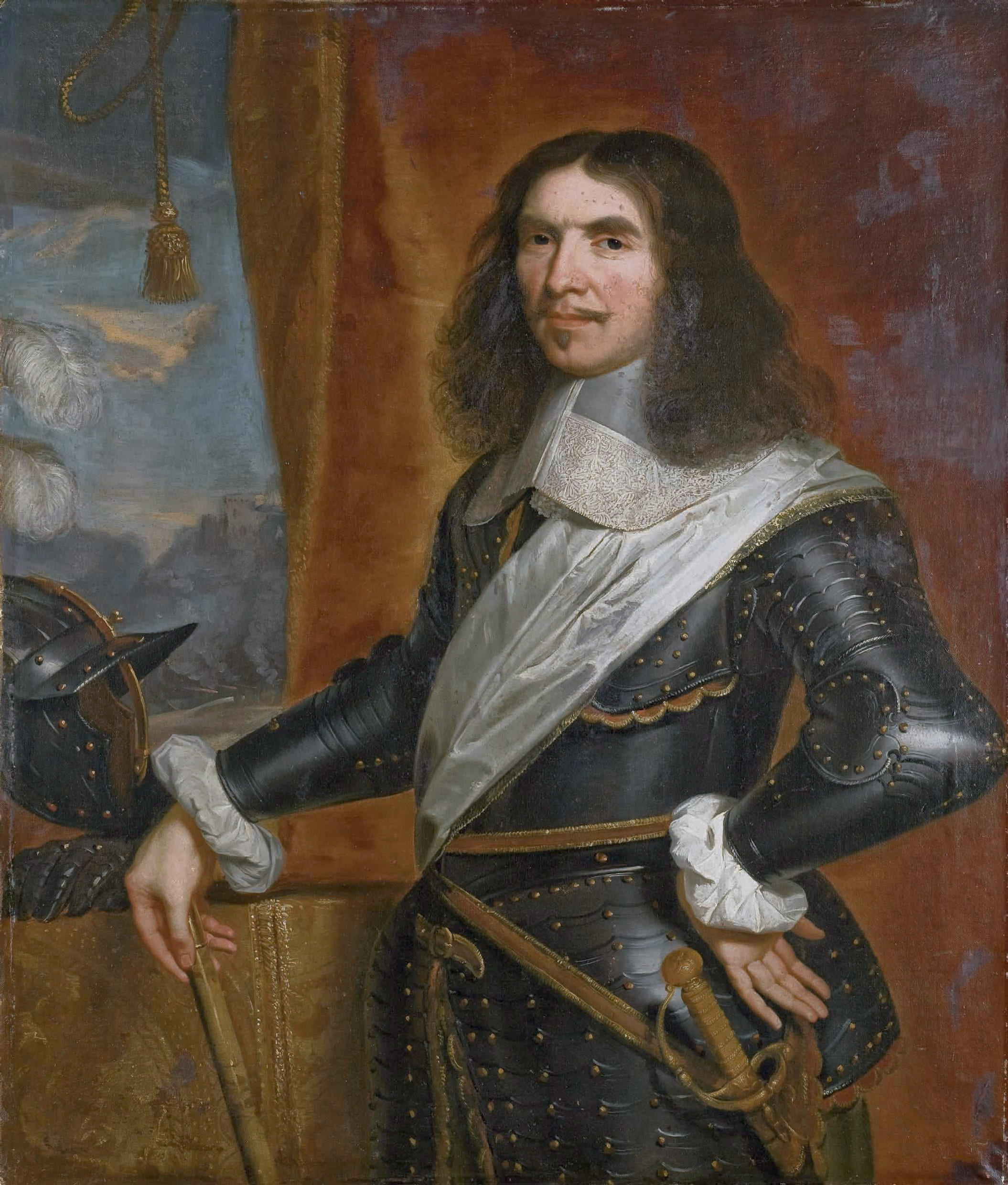
Henri de La Tour d'Auvergne , Vicomte de Turenne (1611-1675)
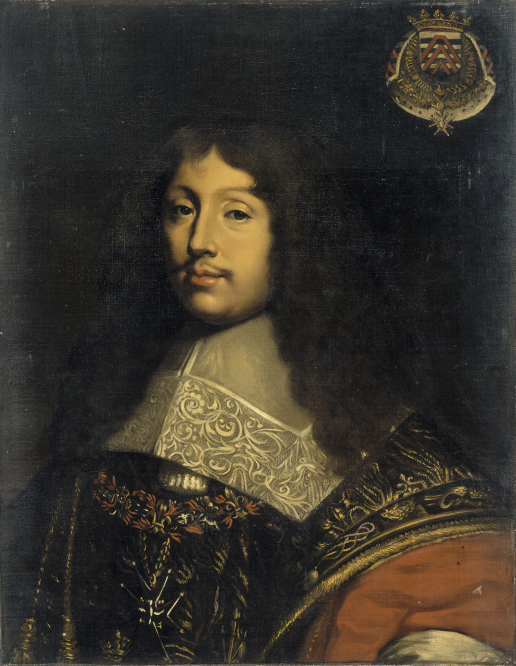
فرانسوا دو لا روشفوکو (۱۶۱۳-۱۶۸۰)
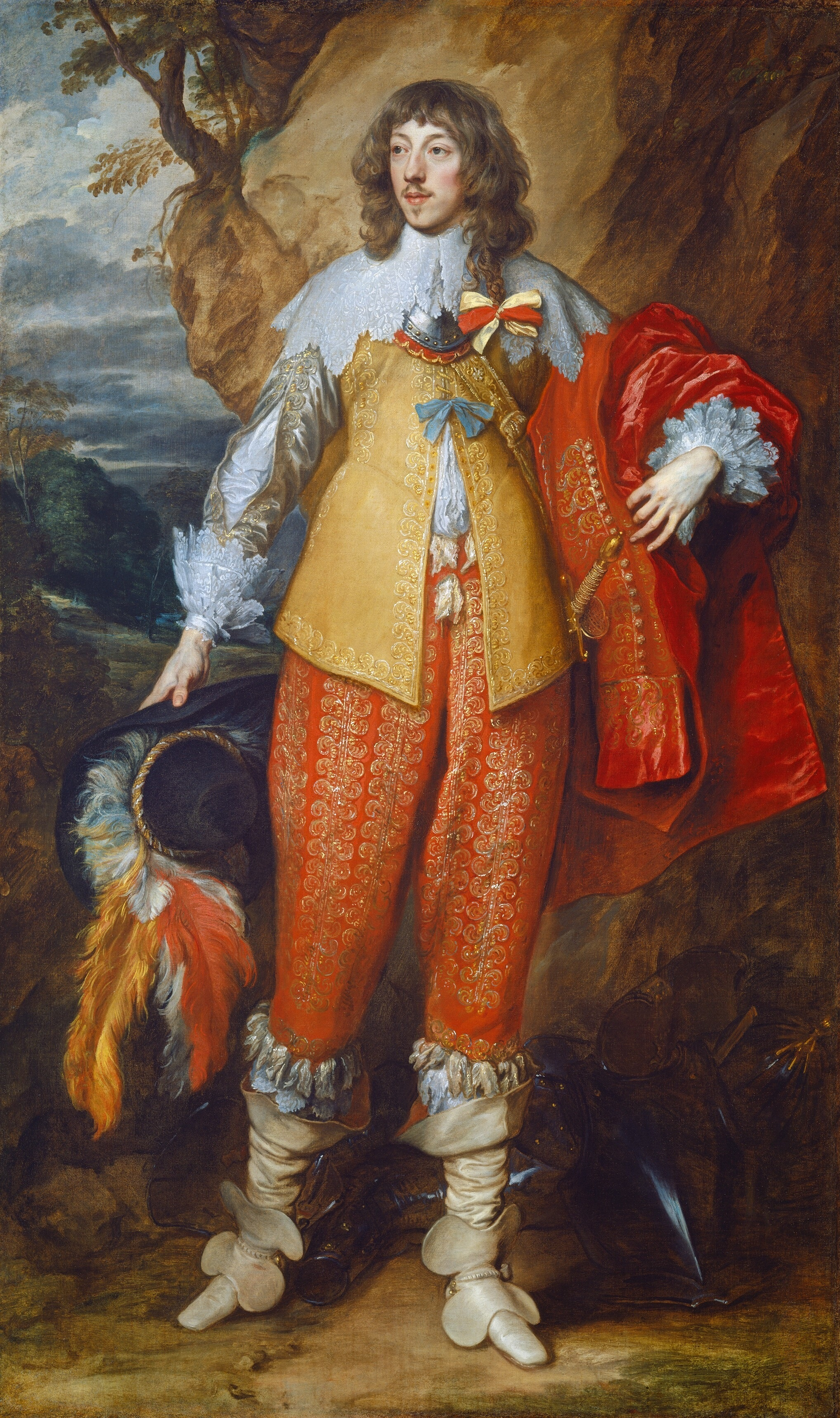
هنری دوم ، دوک گایز (۱۶۱۴-۱۶۶۴)
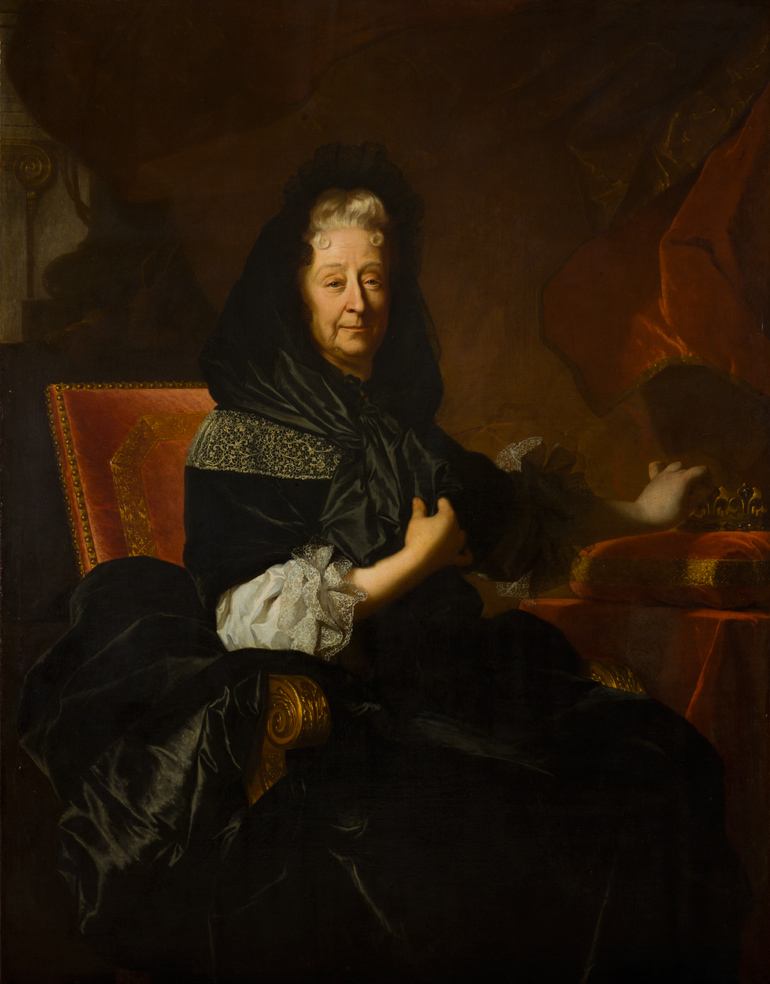
ماری اورلئان- لونگویل (۱۶۲۵–۱۷۰۷)
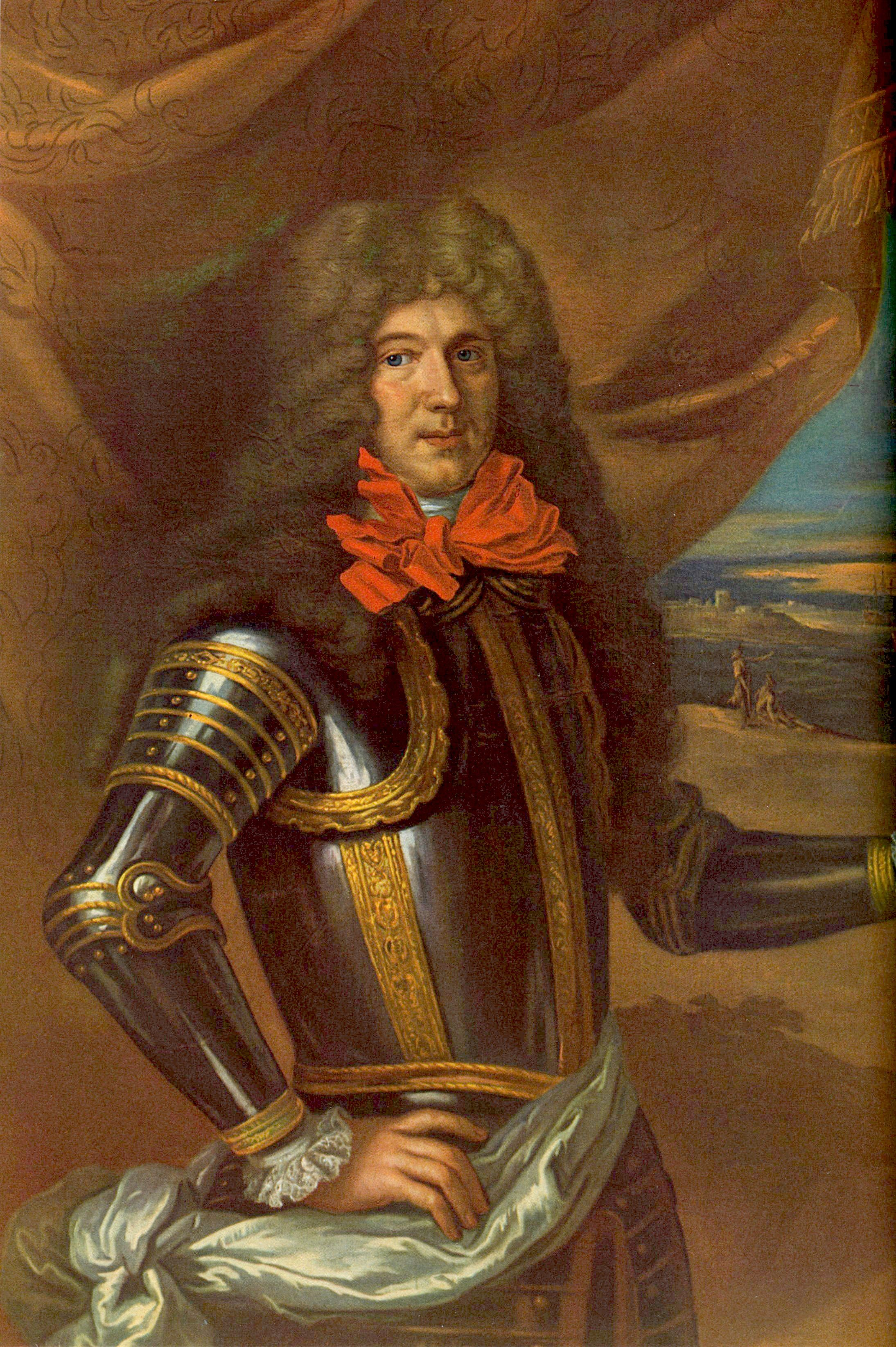
آن هیلاریون دو تورویل (۱۶۴۲-۱۷۰۱)
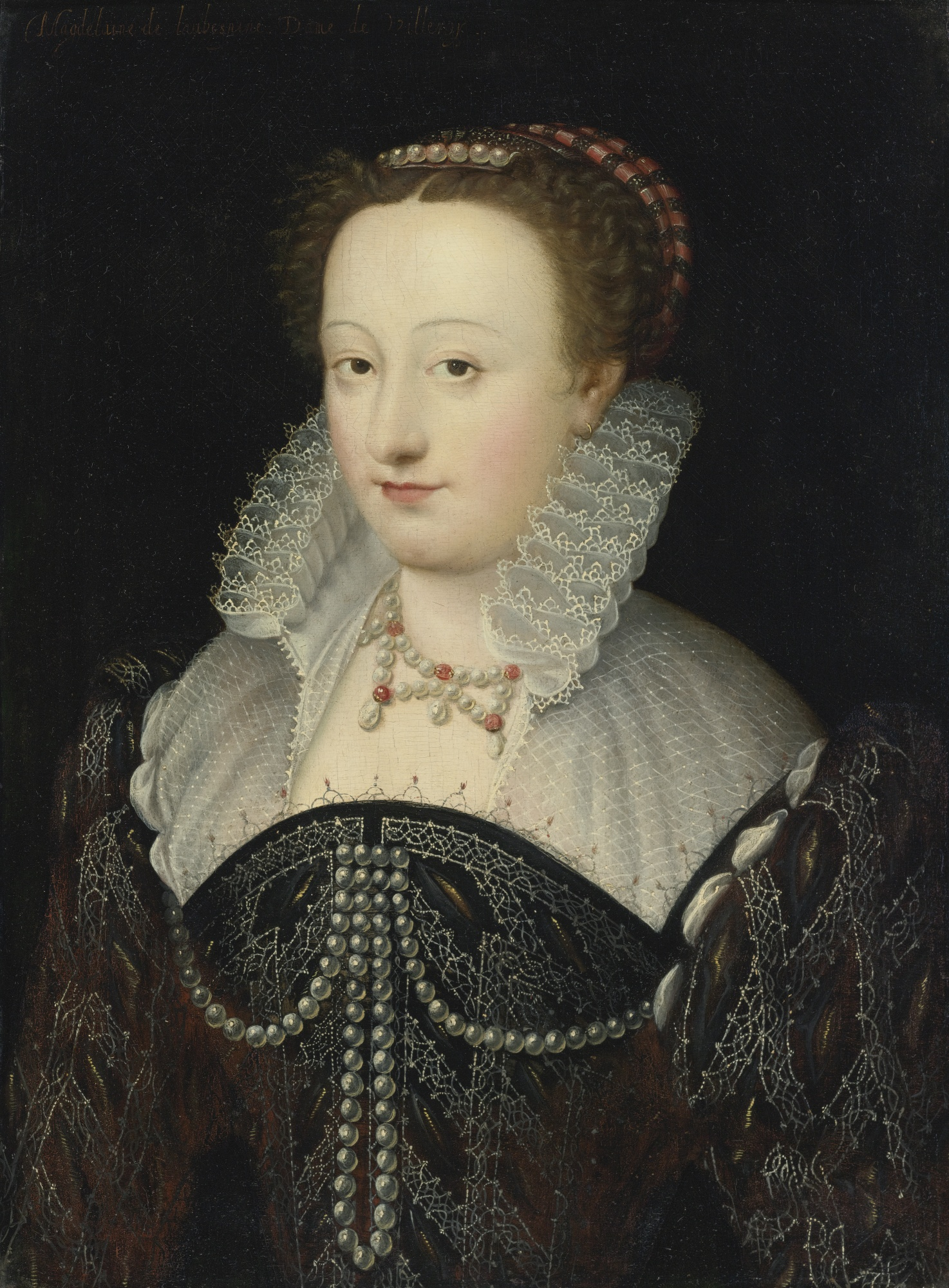
مادلین دوآوبسپین (۱۶۴۶-۱۶۹۶)
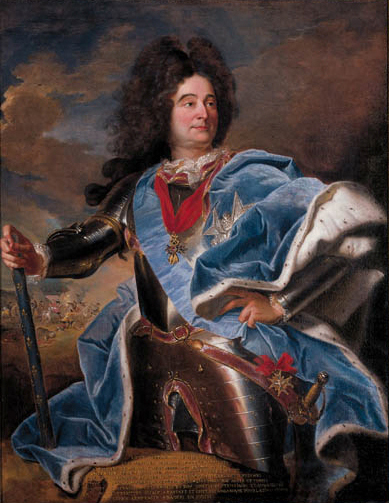
کلود لوئیس هکتور د ویلارز ، پرنس دو مارتیگ (۱۶۵۳-۱۷۳۴)
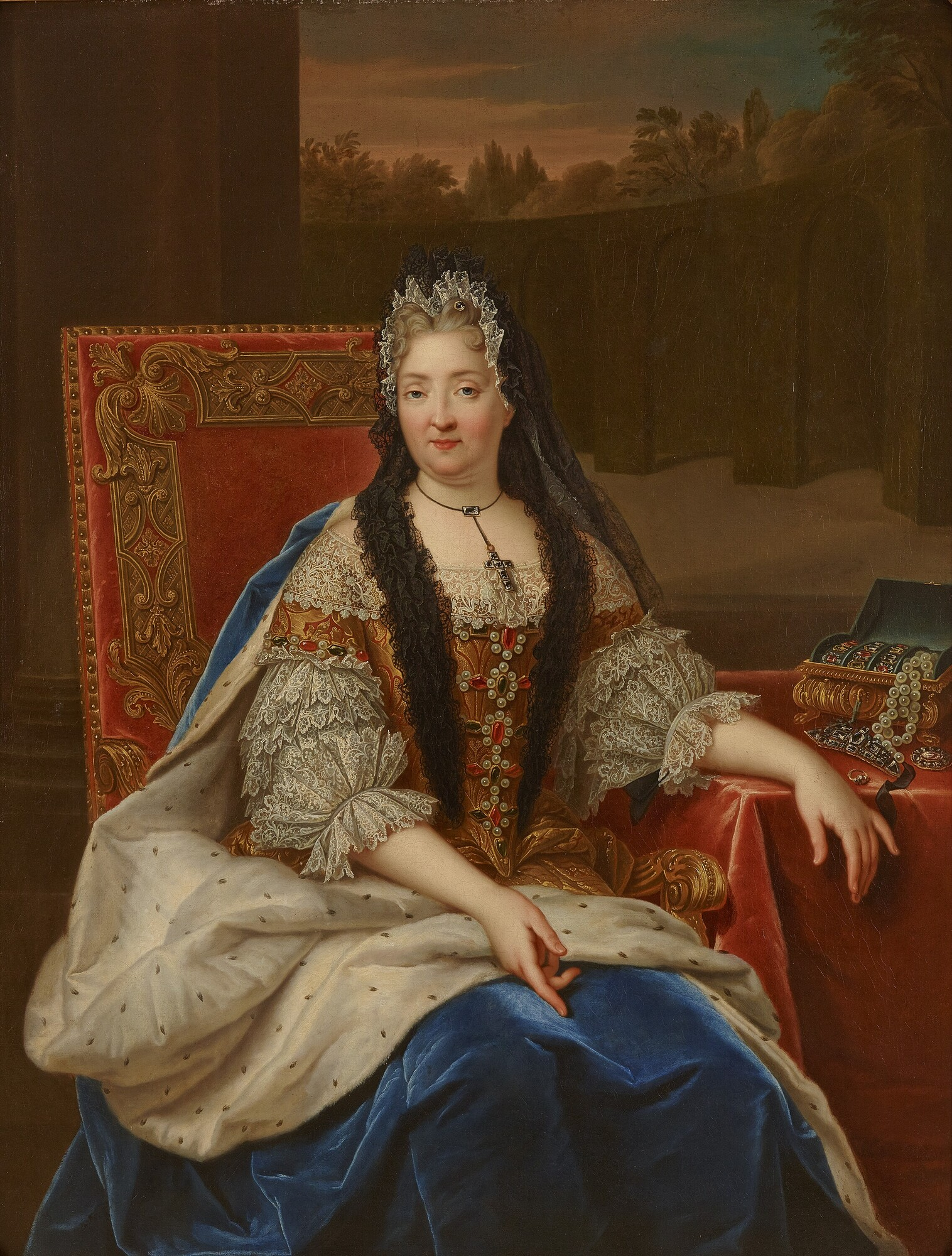
مادام دو ونتادور (۱۶۵۴–۱۷۵۵)
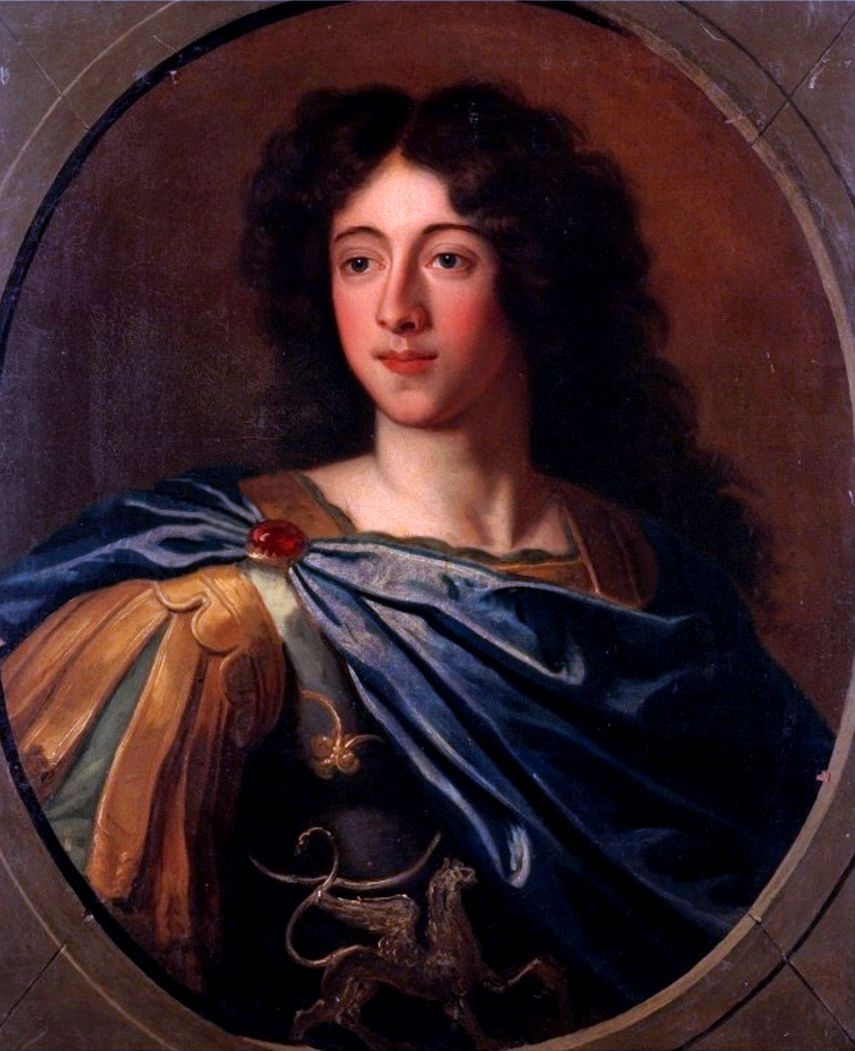
فرانسوا لوئیس ، شاهزاده کانتی (۱۶۶۴-۱۷۰۹)
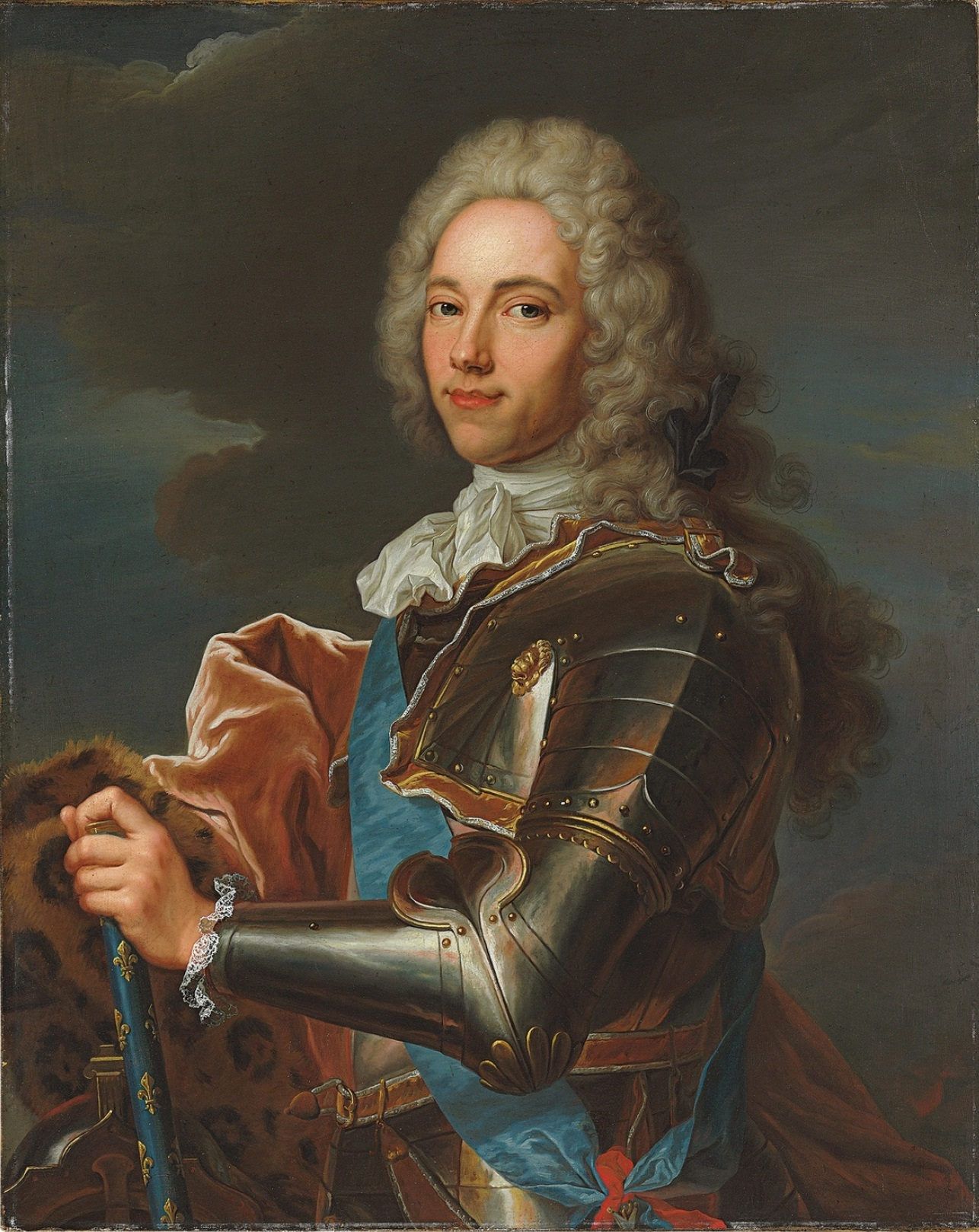
فرانسوا ماری ، اولین دوک برولی (۱۶۷۱–۱۷۴۵)
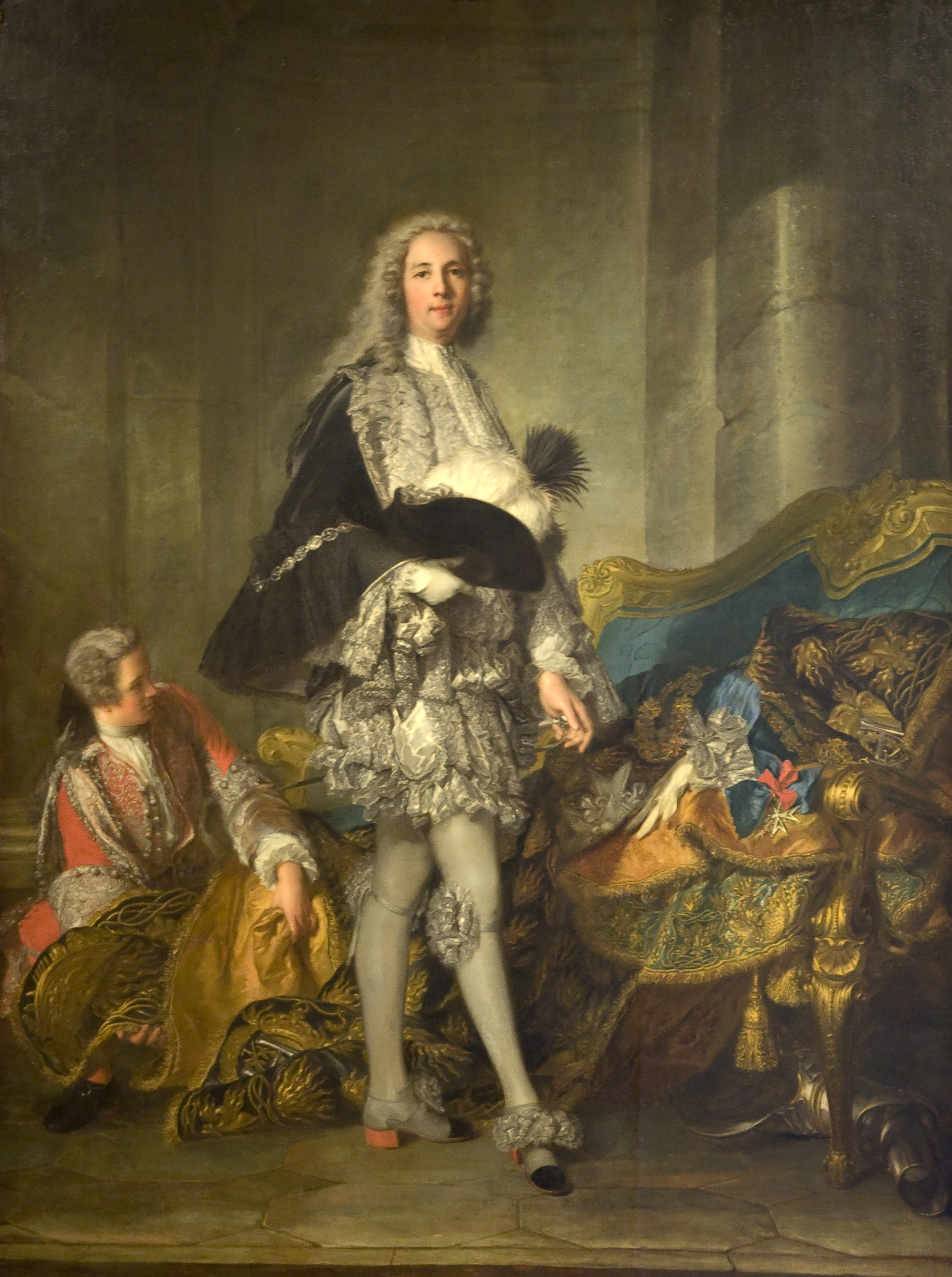
آرماند د وینجرو دو پلسیس (۱۶۹۶–۱۷۸۸)
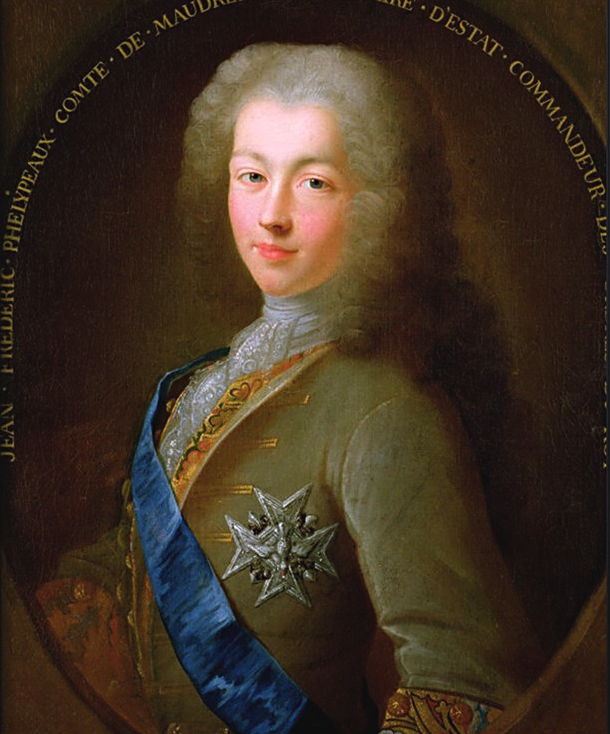
ژان-فردریک فلیپو ، کنتور مورپاس (۱۷۰۱-۱۷۸۱)
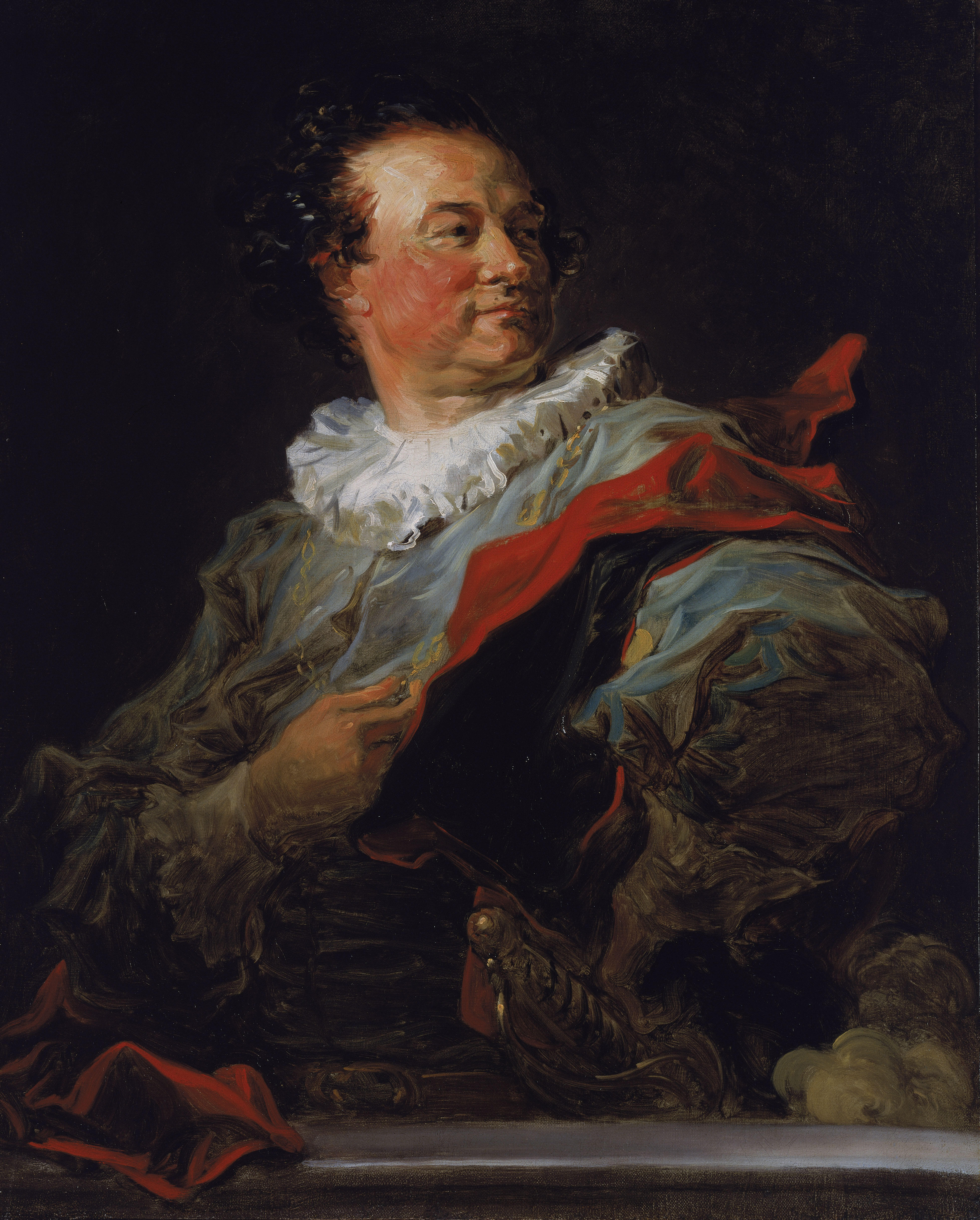
فرانسوا هنری د هارکورت (۱۷۲۶-۱۸۰۲)
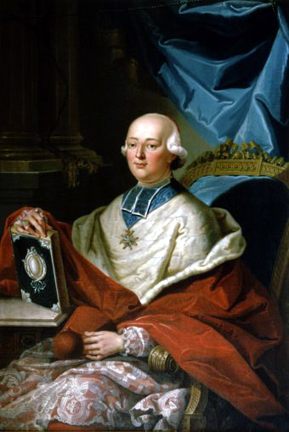
کاردینال د روهان (۱۷۳۴-۱۸۰۳)
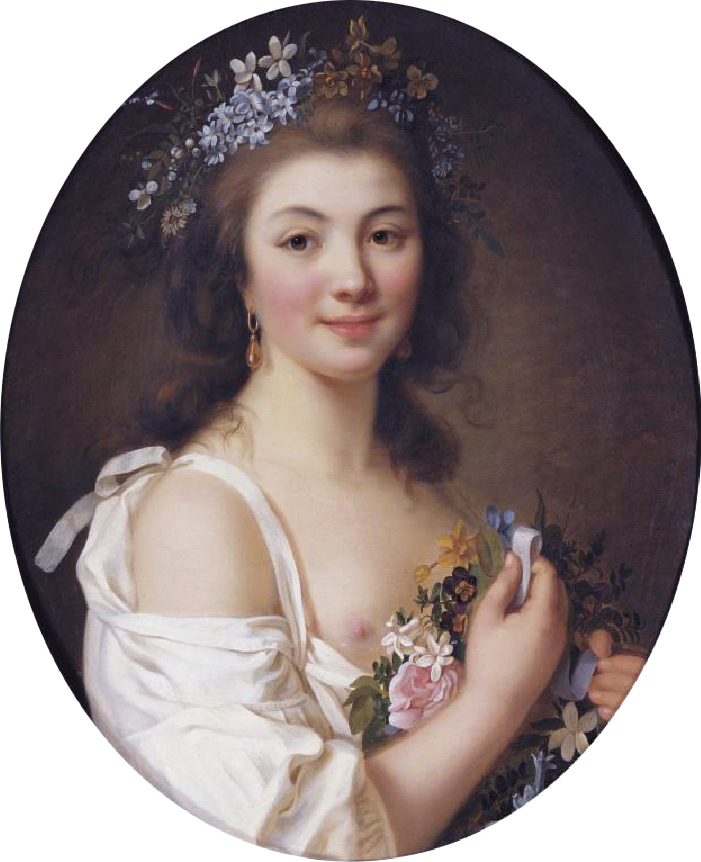
فلیسیته دو ژنلی (1746-1830)
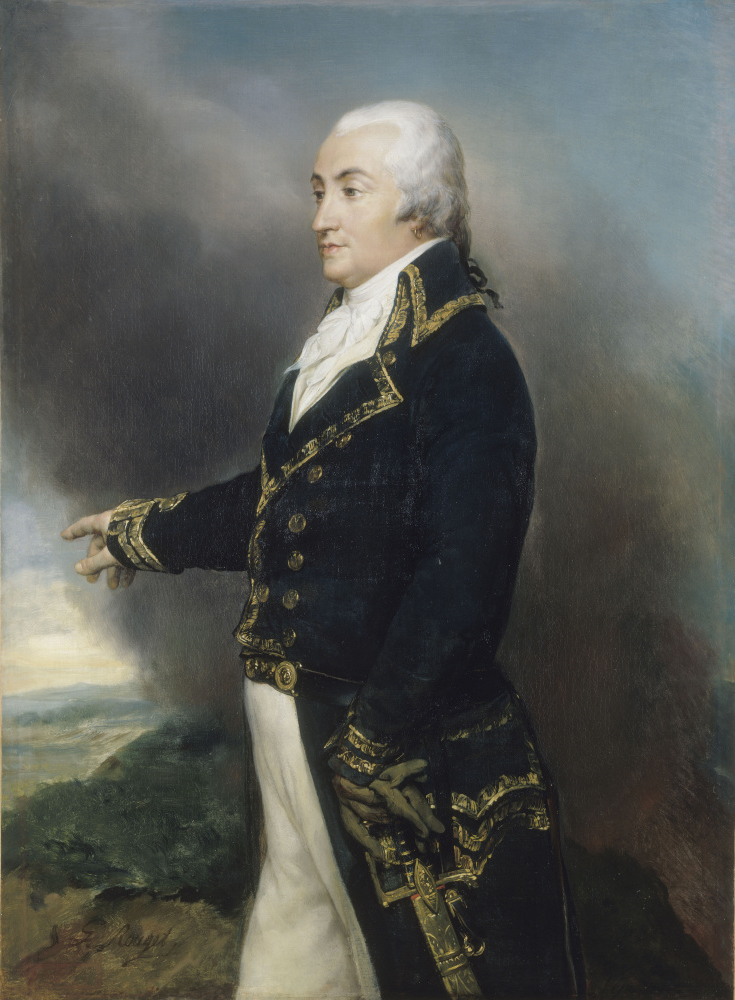
آرماند لویی دو گونتو (۱۷۵۳–۱۷۹۳)
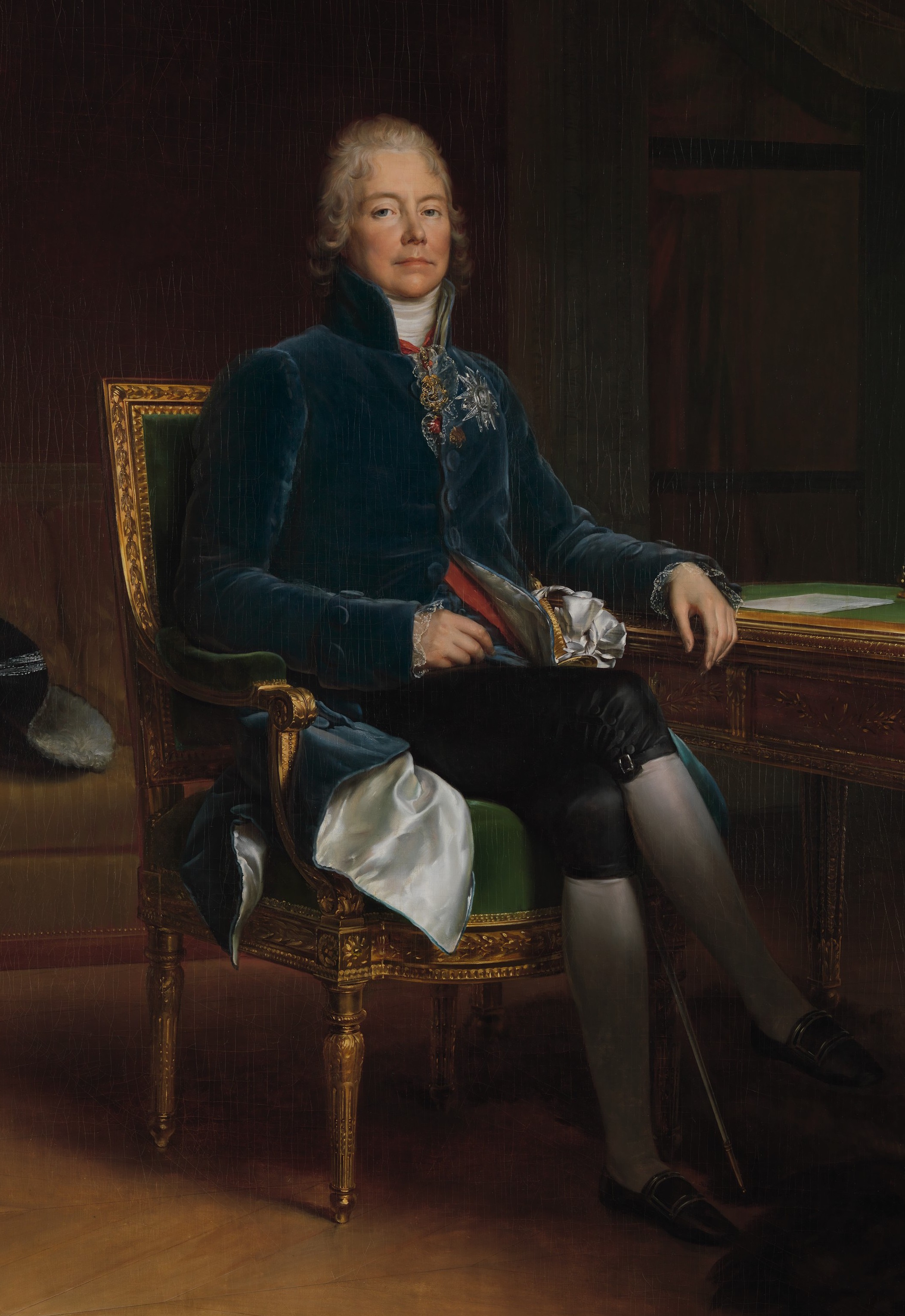
چارلز موریس دو تالیران پریگورد (۱۷۵۴-۱۸۳۸)
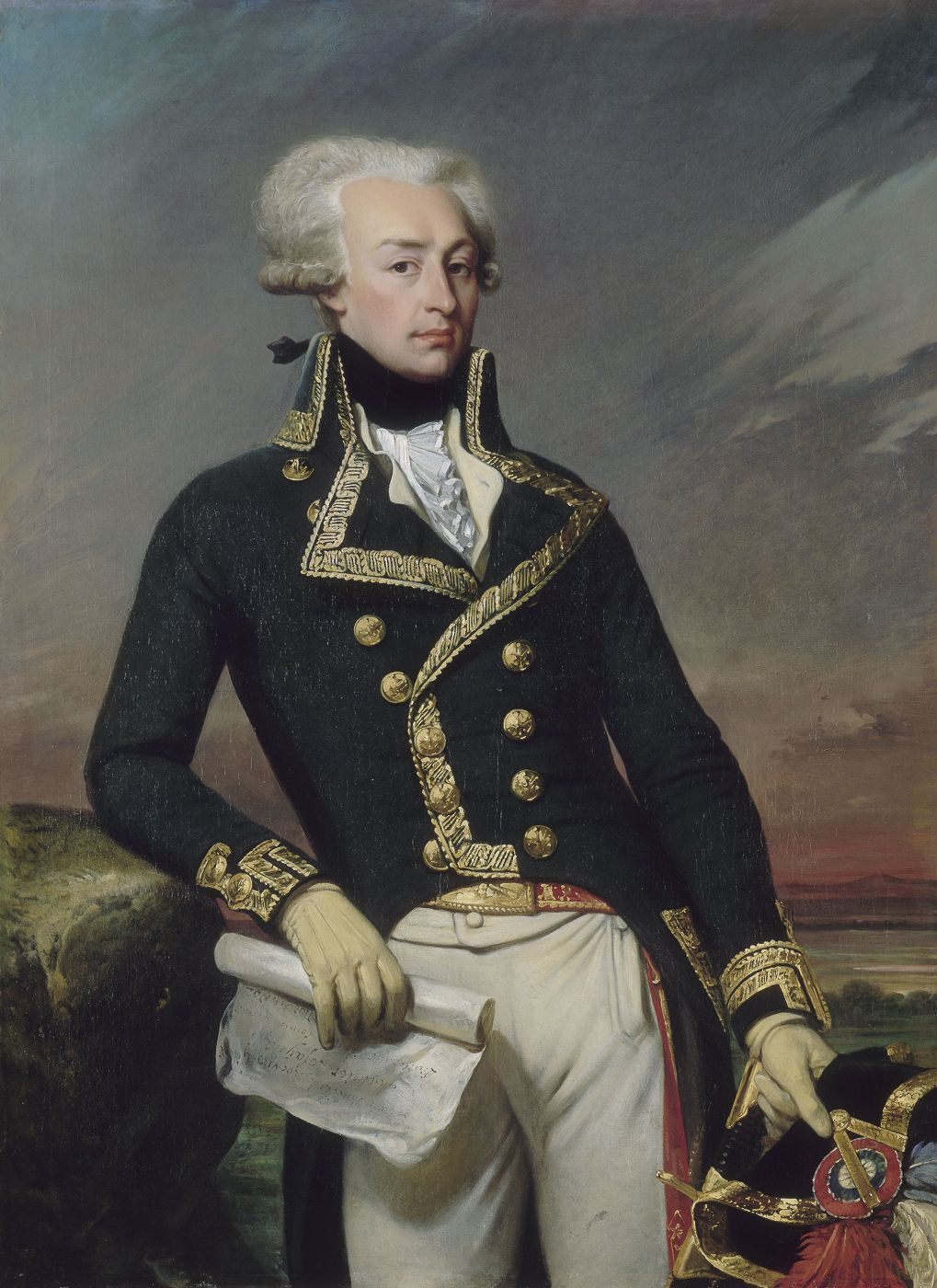
گیلبرت دو موتیه ، مارکیز د لافایت (۱۷۵۷-۱۸۳۴)
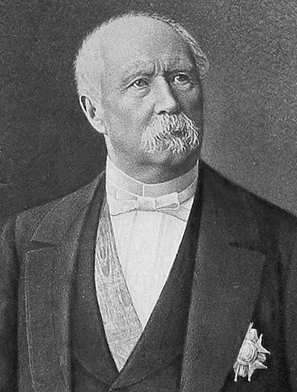
پاتریس د مک ماهون ، دوک د ماژنتا (۱۸۰۸-۱۸۹۴)
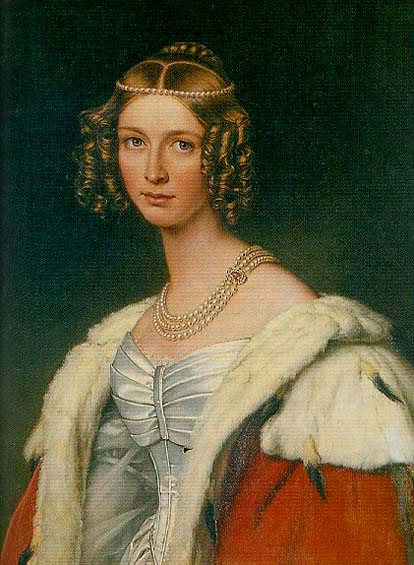
تئودولیند دو بوهرن (۱۸۱۴-۱۸۵۷)
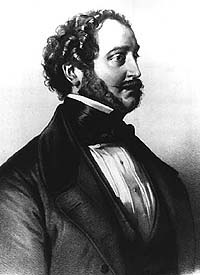
Agenor , duc de Gramont (1819-1880)
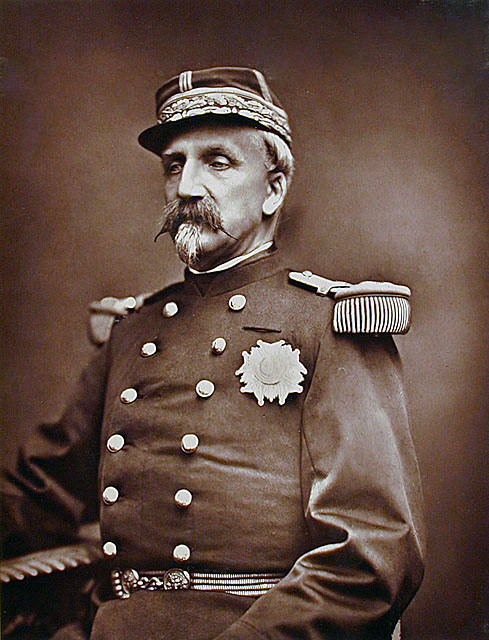
هنری دو اورلئان ، دوک آومال (۱۸۲۲-۱۸۹۷)
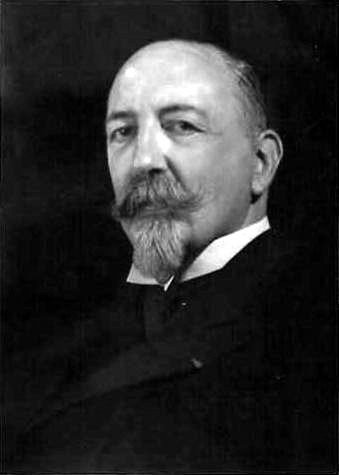
شاهزاده ژان ، دوک گیز (۱۸۷۴-۱۹۴۰)
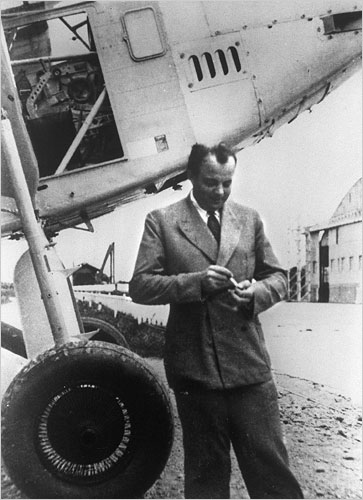
آنتوان ، کنت دو سنت اگزوپری (۱۹۰۰-۱۹۴۴)
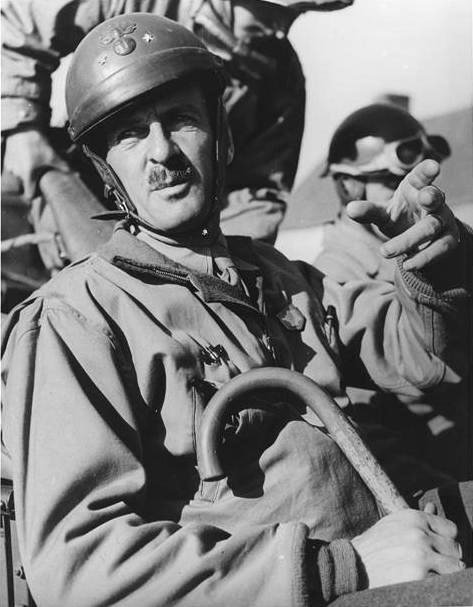
فیلیپ لکلرک د هاتکلوک (۱۹۰۲-۱۹۴۷)
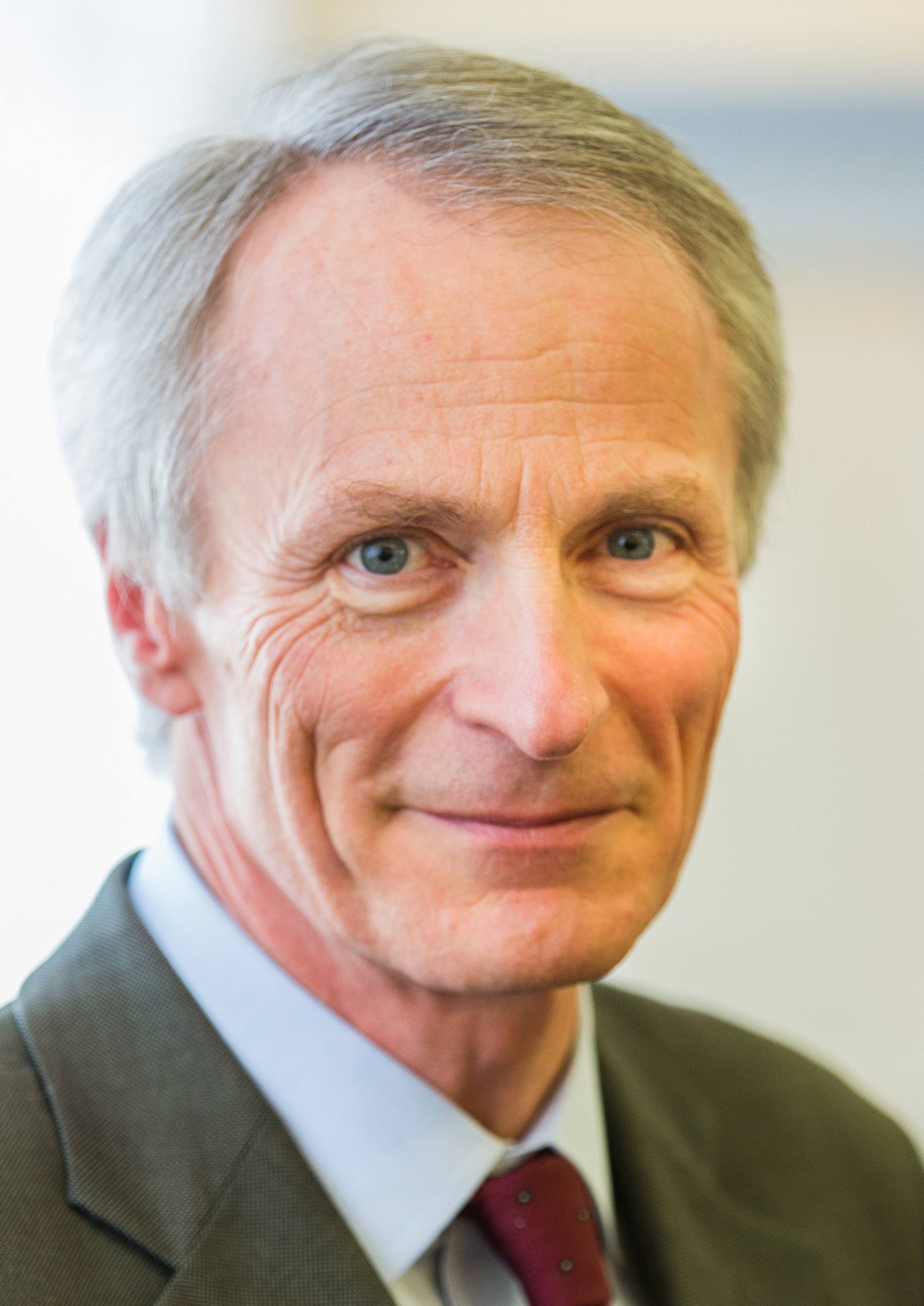
ژان-دومینیک سنار (۱۹۵۳)
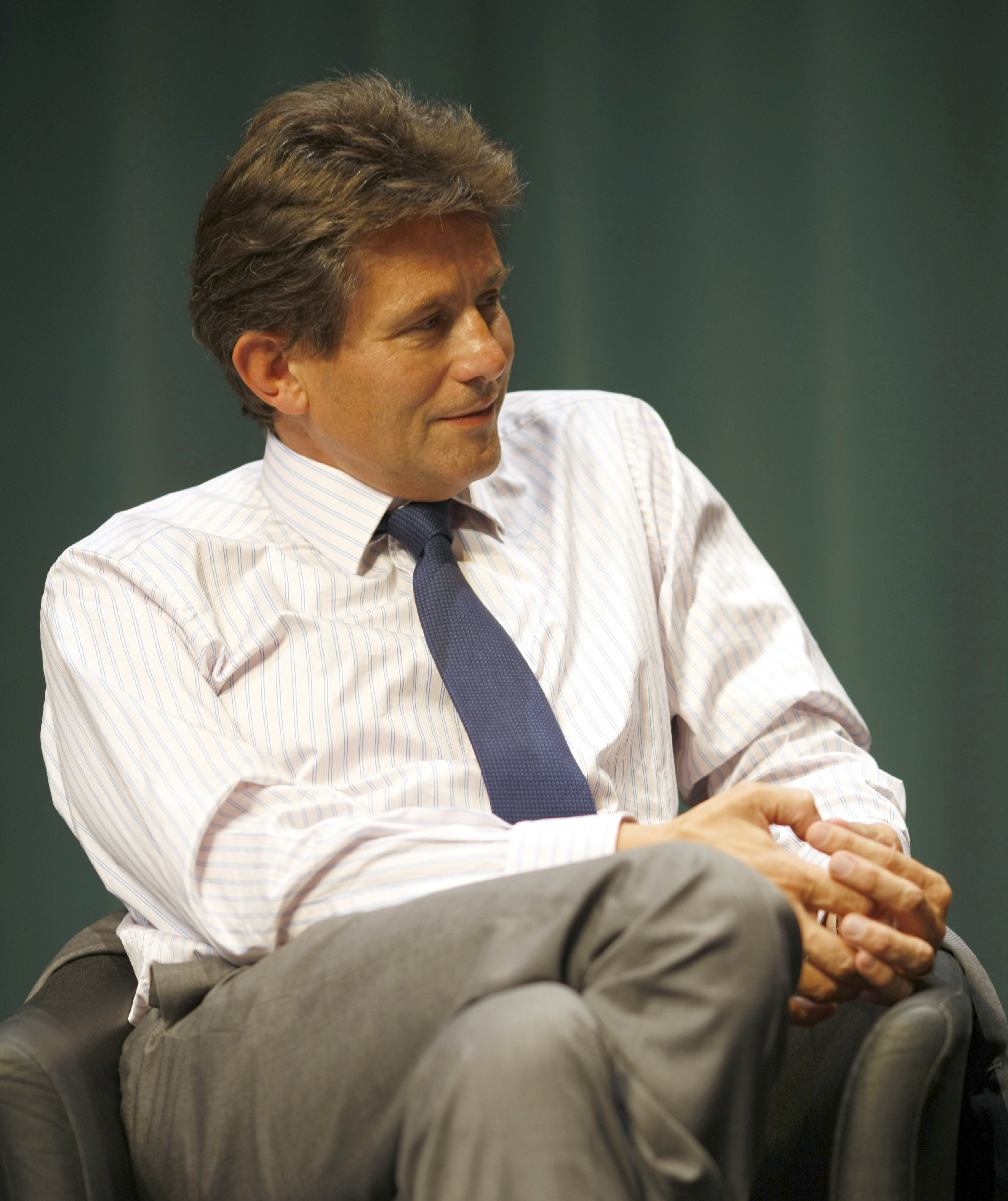
هنری دی کاستریز (۱۹۵۴)

## یادداشت
1. ↑  Bluche, 84.
2. ↑  Wright, 15.
3. ↑  Viguerie, 1232.
4. ↑  Hobsbawm, 57, citing Henri Eugène Sée's Esquisse d'une histoire du régime agraire en Europe aux XVIIIe et XIXe siècles (1991).